# Ikarus (Bushersteller)

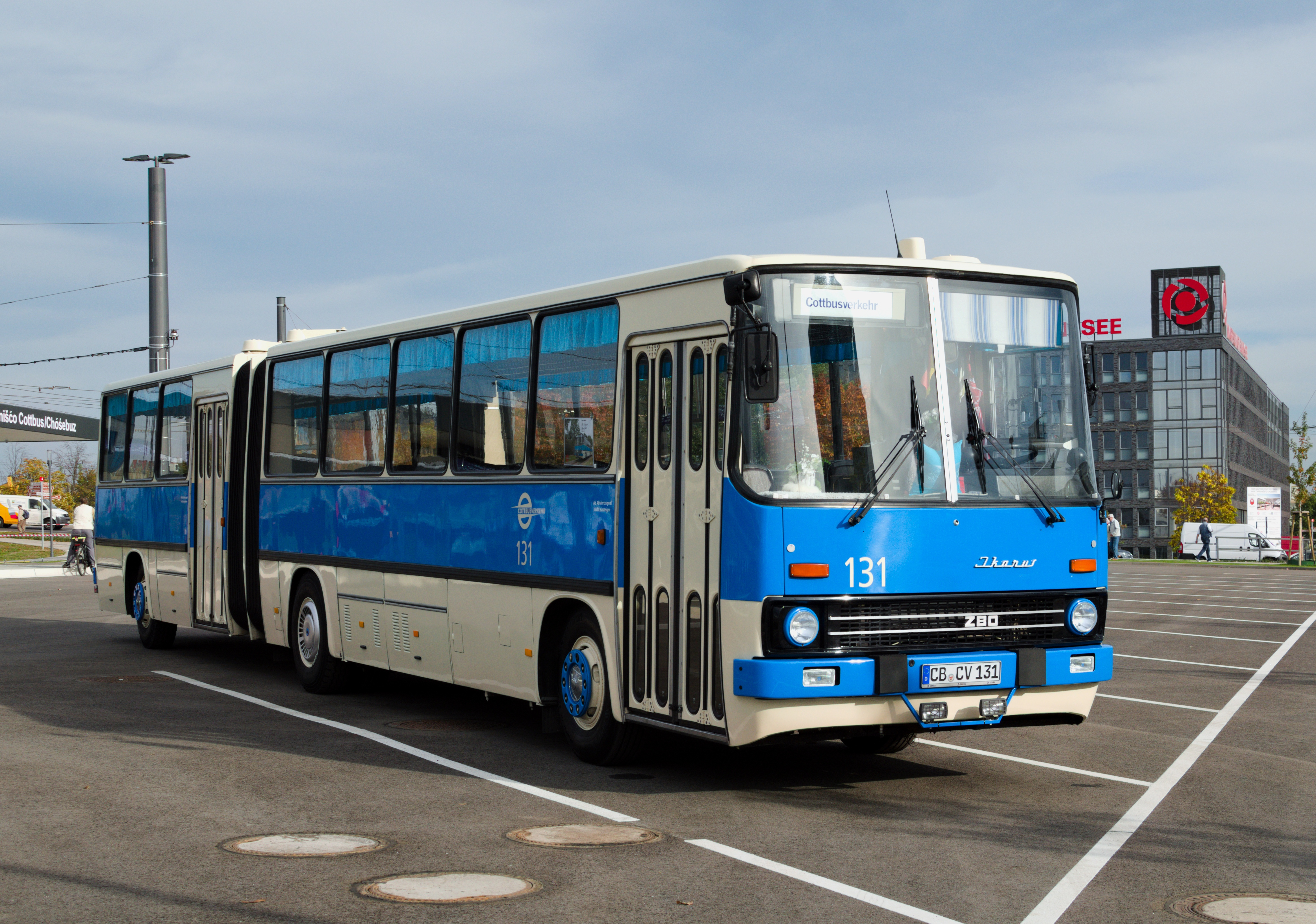
Museumsfahrzeug des Typs Ikarus 280 in Cottbus (2019)

Ikarus ist ein ungarischer Hersteller von Omnibussen und Oberleitungsbussen in Budapest-Mátyásföld und Székesfehérvár. Er war während der 1980er Jahre einer der größten Bushersteller der Welt und produzierte vor allem Fahrzeuge für die im Rat für gegenseitige Wirtschaftshilfe (RGW) verbundenen Staaten. In Kooperation mit westlichen Herstellern entstanden auch Fahrzeugtypen für den sogenannten Weltmarkt.

## Geschichte

Logos
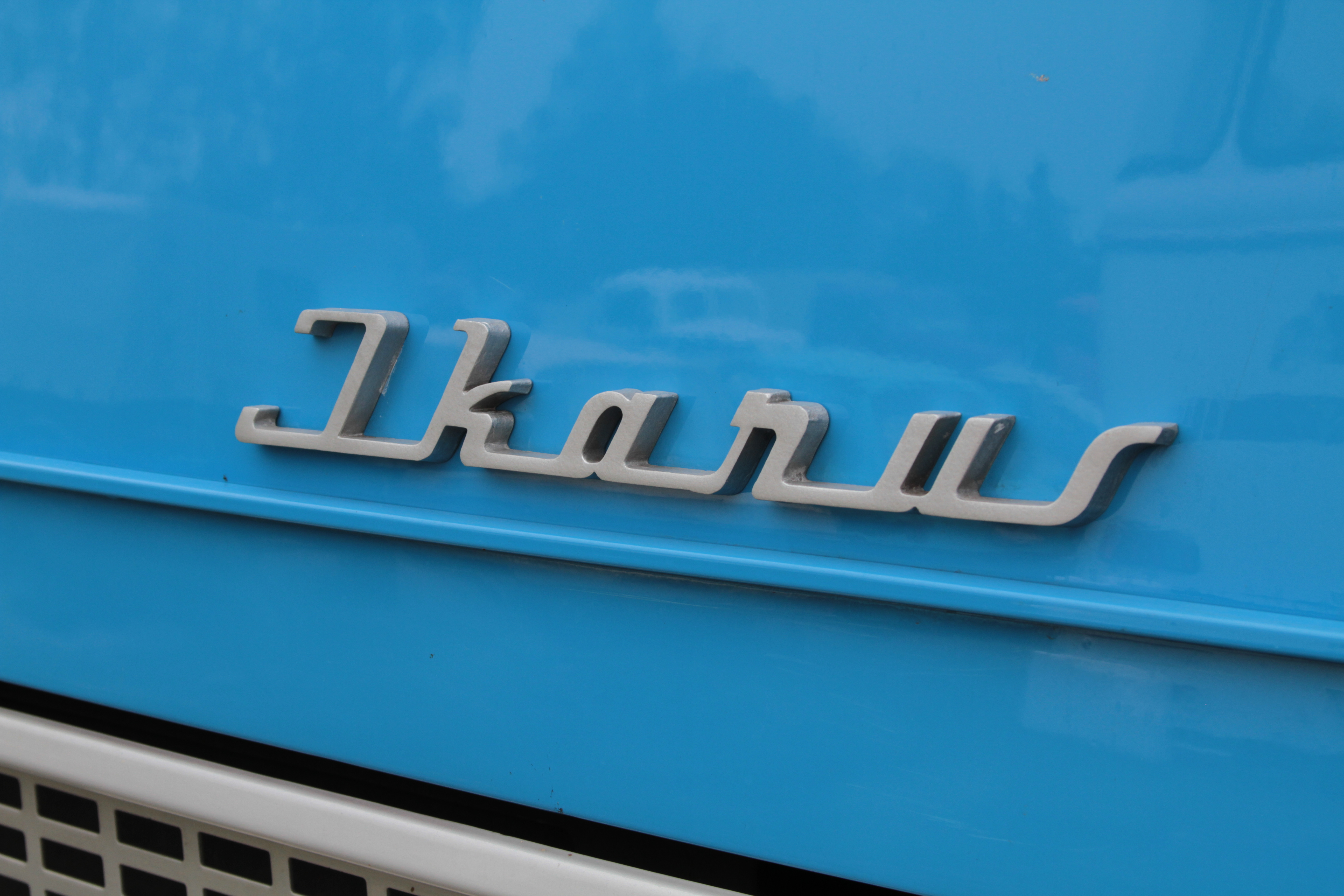
Erstes Logo
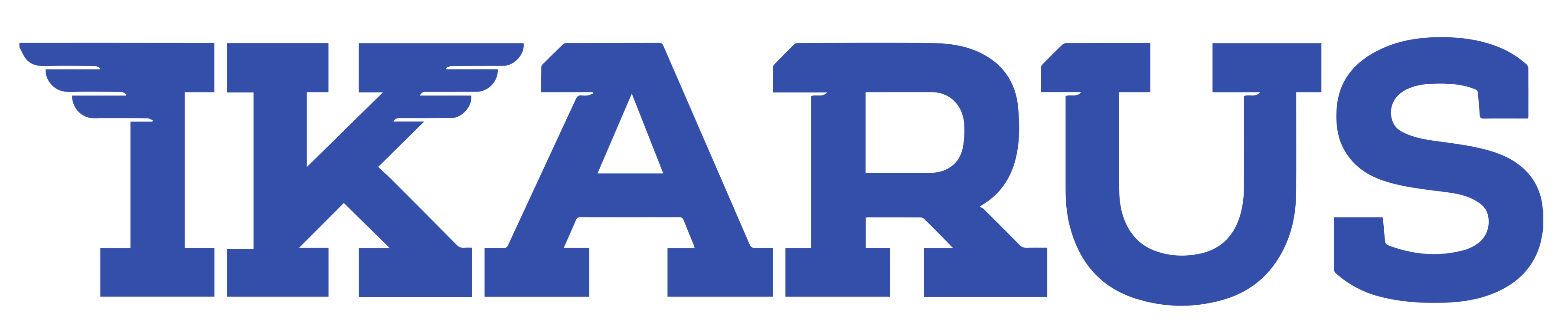
Logo seit dem 12. April 2023[1][2]

Das Unternehmen Ikarus wurde 1895 gegründet und war hauptsächlich für seine Reisebusse und Stadtbusse bekannt, die in der „sozialistischen Zeit“ eine bedeutende Rolle spielten. Prägend für Ikarus wurde vor allem die in Budapest 1967 präsentierte 200er-Serie, die aufgrund der RGW-Spezialisierung in enormen Stückzahlen produziert wurde, womit Ikarus bei einer Jahresproduktion von 15.000 Bussen zeitweilig der größte Omnibushersteller der Welt war. 1976 wurde der 20 000. Bus an die DDR geliefert, insgesamt importierte die DDR über 30 000 Busse. Ikarus-Busse wurden seinerzeit auch in Kuba, Mosambik, Angola und im Iran aus CKD-Kits zusammengesetzt. 1975 lag die Exportquote von Ikarus bei 85 %. Das Design der Ikarus-Busse war damals im Wesentlichen das Werk des Formgestalters László Finta.

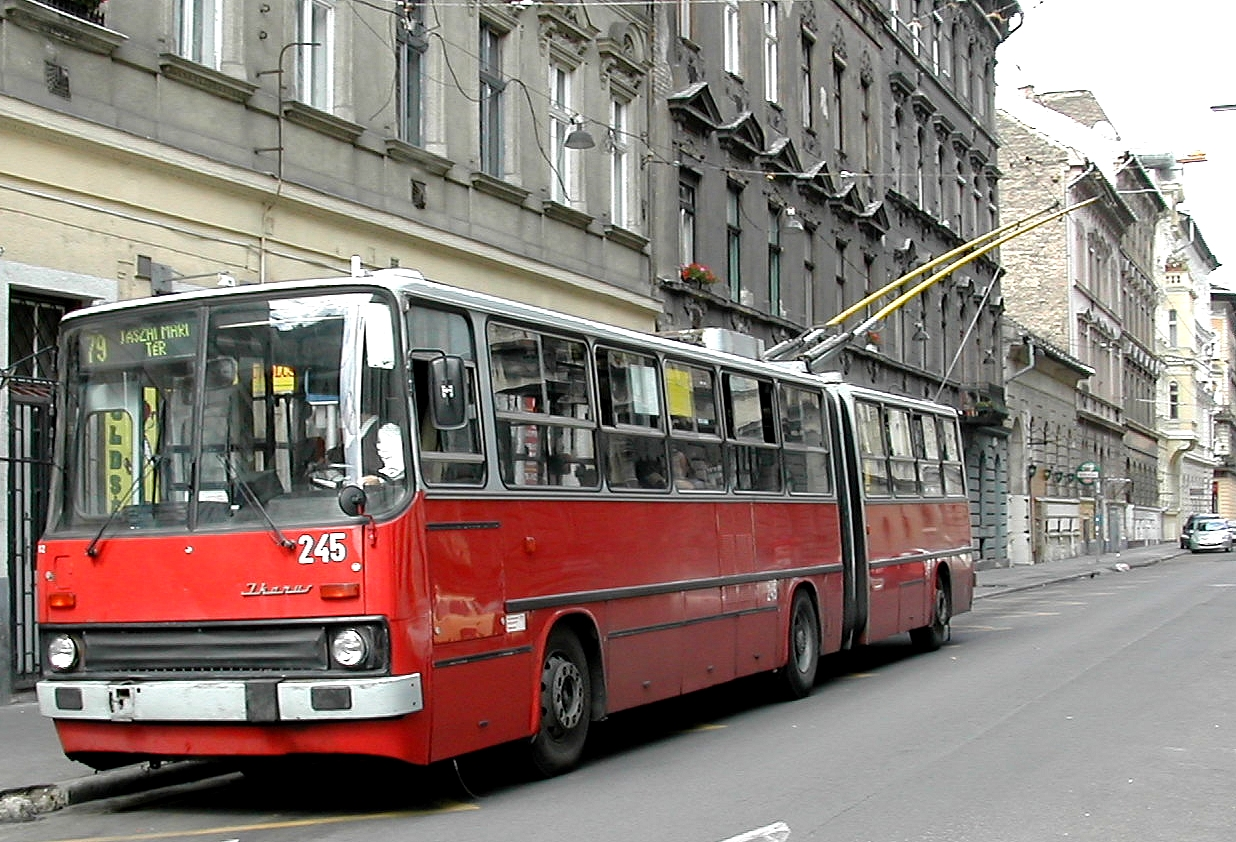
Ikarus-Oberleitungsbus in Budapest (2005)

In den 1980er und 1990er Jahren lieferte Ikarus außerdem in größeren Stückzahlen die Basis für Oberleitungsbusse, die auch in die Sowjetunion, die DDR sowie nach Bulgarien und Rumänien exportiert wurden. Die Zulieferung der elektrischen Ausrüstung erfolgte dabei durch das Budapester Unternehmen Ganz (unter anderem Typ TK101 mit 150 Kilowatt) bzw. durch BBC (Typ 4ELO 2052K mit 169 Kilowatt). Ferner wurden Anfang der 1990er Jahre in Polen 13 Gelenkbusse des Typs 280 zu O-Bussen umgebaut. Sie bekamen die Baureihenbezeichnung 280E und verkehrten in Gdynia (neun), Lublin (vier) und Słupsk (einer).

### Niedergang nach der politischen Wende
Nach der politischen Wende im Ostblock 1989/90 begann ein Niedergang, bedingt insbesondere durch den schrumpfenden russischen Markt. 1996 übernahm Gábor Széles das Unternehmen. Von Auverland wurde eine Lizenz für deren Geländewagen erworben. Eine Produktion ist allerdings nicht nachweisbar. Ikarus war von 1999 bis 2006 Mitglied der Irisbus-Gruppe, wurde jedoch wieder verkauft, da es nicht gelang, das Unternehmen wirtschaftlich zu betreiben, was zur Schließung von Werken und weitgehenden Einstellung der Produktion führte. Nach einer Insolvenz verließ am 11. Dezember 2007 der vorerst letzte Bus die Werkhallen. Übrig blieben eine Karosserie- und Fahrzeugteilefabrik.

## Wiedereinführung der Marke Ikarus

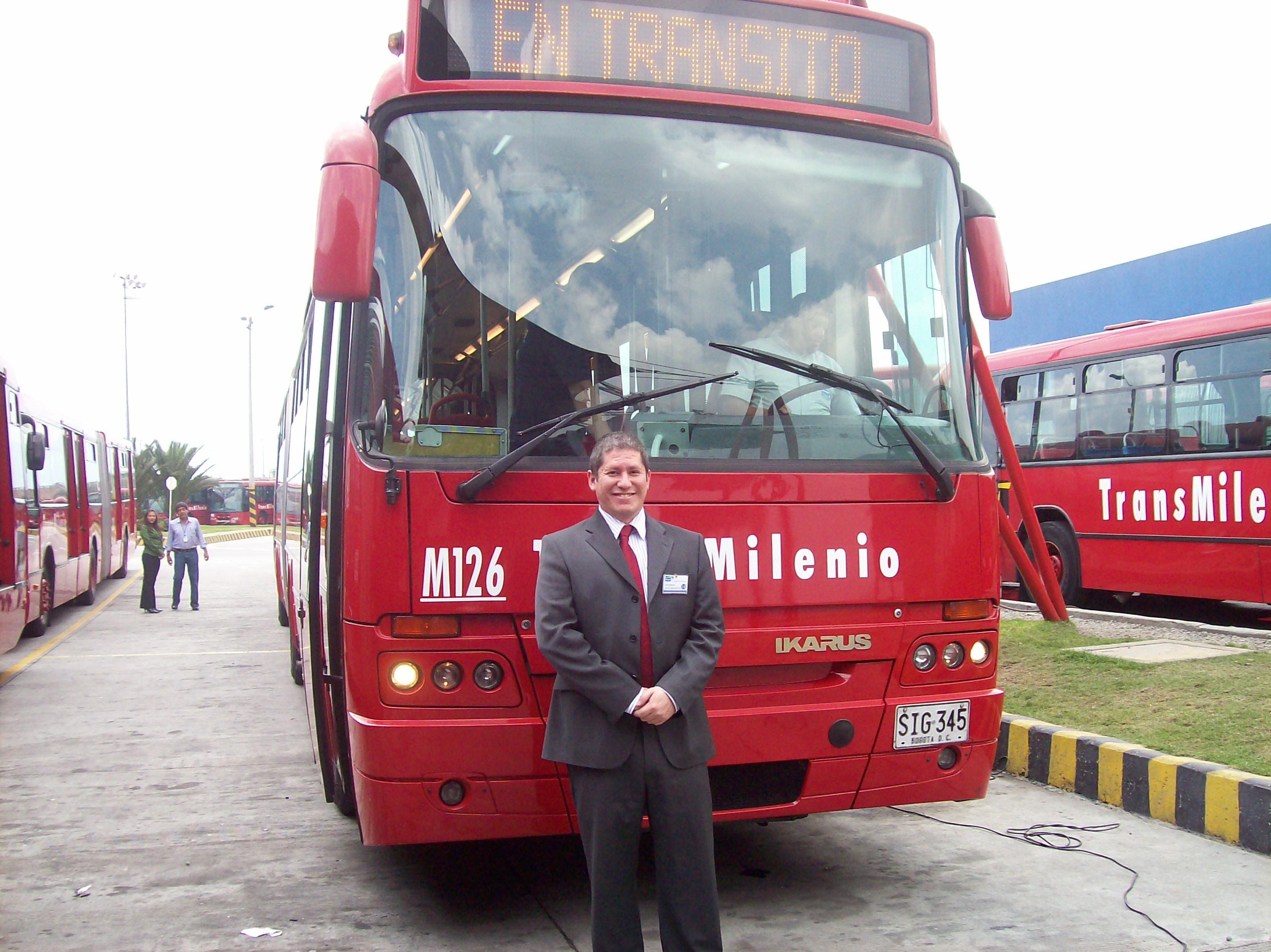
Ikarus C83.30G 2002 für das kolumbianische TransMilenio (2006)

Ab 2010 versuchte Ikarus unter neuem Besitzer und mit staatlicher Hilfe ein Comeback als Bushersteller. Im Herbst 2010 stellte das Unternehmen Ikarusbus die geplanten neuen Bustypen E127, V134 (jeweils Midibus) und V187 (Gelenkbus) vor. Gemeinsam mit dem langjährigen Partner Rába wurden 2010 die neuen Busmodelle nach Euro-5-Abgasnorm und kabellosem Internet der Stadt Budapest vorgestellt. Die ungarische Regierung plante die Verschmelzung von Ikarus mit Rába. Rába befindet sich mehrheitlich in staatlichem Besitz, Ikarus gehört zur Unternehmensgruppe um den ungarischen Oligarchen Gábor Széles. Ikarus selbst schätzte 2010, dass weltweit etwa 100.000 Ikarus-Busse im Einsatz sind.
Das Unternehmen baute 2016 seine Kapazitäten auf 3000 Busse aus, von denen 2000 für den Export hergestellt werden sollten.

### Neue Entwicklung von Elektrobussen

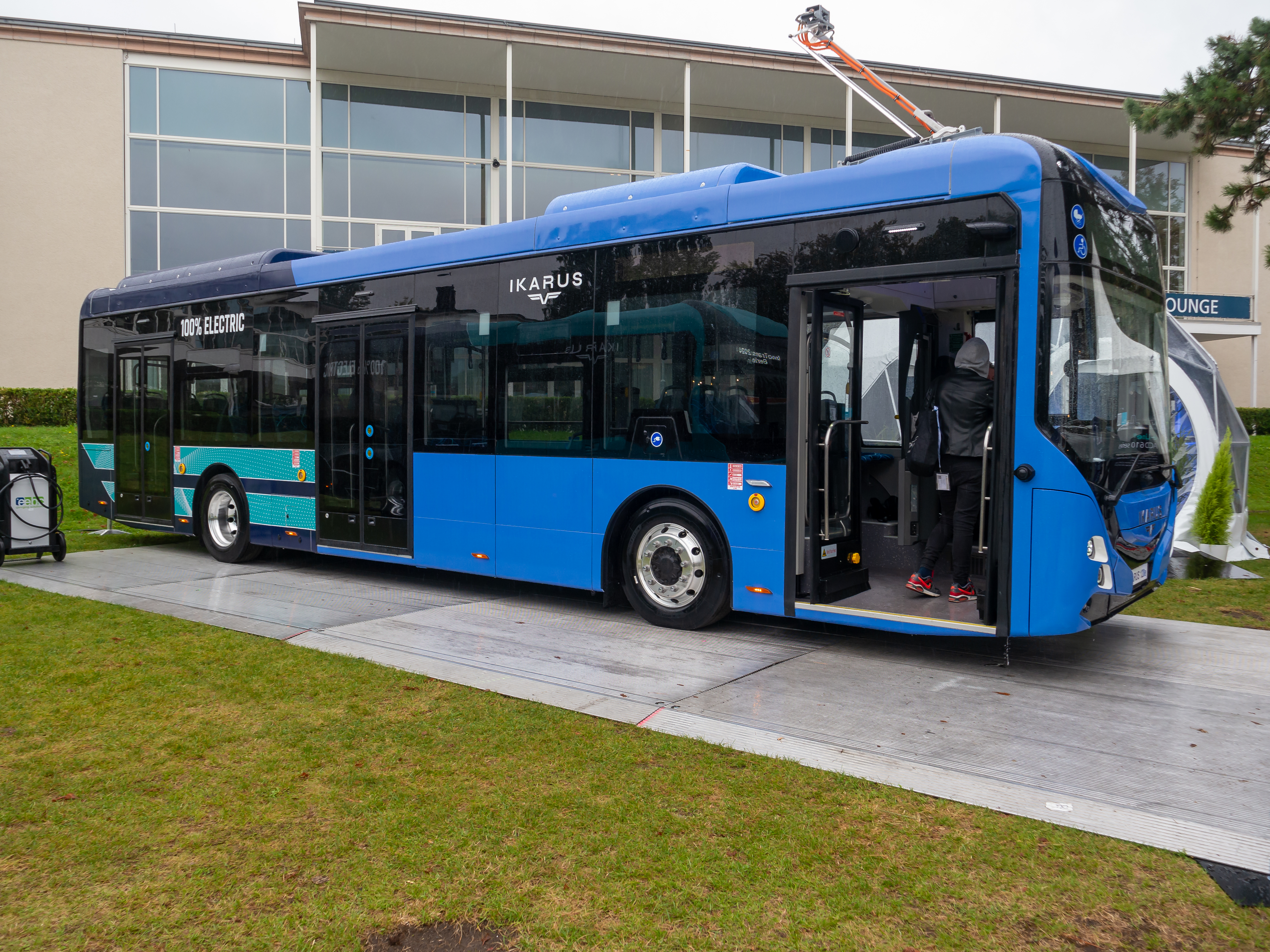
Elektrobus Ikarus 120E auf der Innotrans in Berlin

Eine neue Entwicklung seit den späten 2010er Jahren ist der niederflurige 12 m lange Elektrobus Ikarus 120e. 2023 wurde auf der Busworld in Brüssel der 8,5 m lange Elektro-Midibus Ikarus 80e gezeigt und Pläne für einen 18-m-Elektro-Gelenkbus Ikarus 180e vorgestellt.
Seit 2020 ist die in Bremen ansässige Trasco Bremen GmbH exklusiver Ikarus-Vertreter für Deutschland, Österreich, die Schweiz und Luxemburg.

## Fahrzeuge und Typen

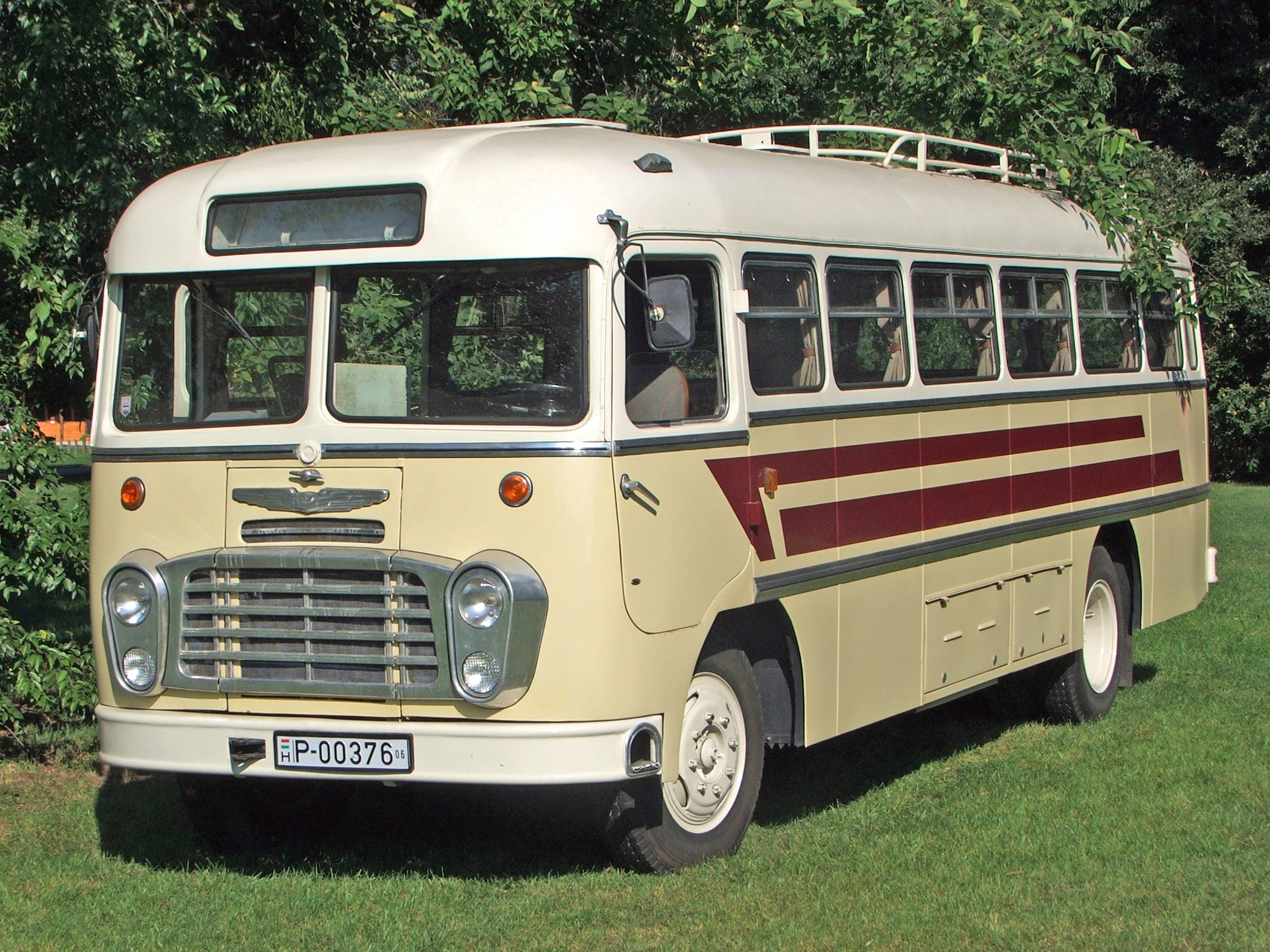
Ikarus 31 mit Motor über der Vorderachse

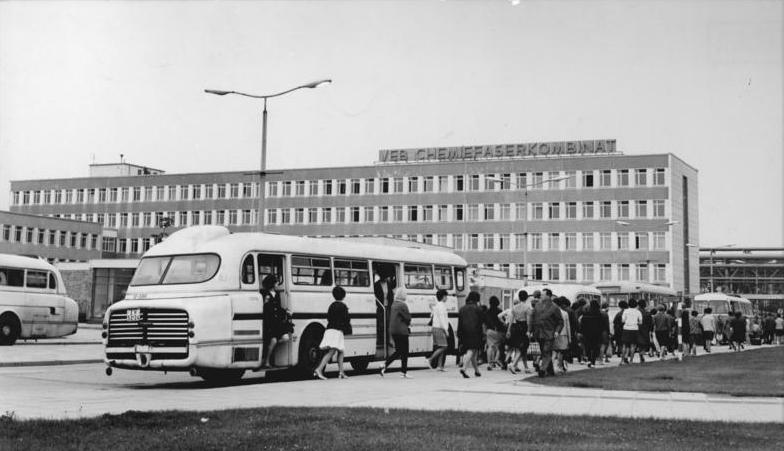
Ikarus 66 mit großem Motor-Heck in Wilhelm-Pieck-Stadt Guben

Nach dem Zweiten Weltkrieg wurden die damals üblichen, auf Leiterrahmen aufgebauten Omnibusse mit Motoren über der Vorderachse gebaut (Ikarus 30, 31, 60, 305, 306, 601, 602, 620 und 630), andere Serien wurden mit Heckantrieb ausgestattet (Ikarus 55, 66, 303, 304, 555). Gleichzeitig wurden bereits Busse mit selbsttragender Karosserie (Tr3.5, Ikarus 31) gebaut. Die Anfang der 1950er Jahre konstruierten Heckmotor-Typen Ikarus 55 und 66 fielen äußerlich besonders durch das große Heck auf. Die ersten Exemplare dieser Typen waren mit einer druckluftbetätigten Kupplung und einem Getriebe mit elektrisch vorwählbarer Schaltung ausgestattet, hatten aber Stabilitätsprobleme, besonders im vom schweren Dieselmotor belasteten Heck. Diese wurden bis 1960 gelöst, und die Busse wurden erfolgreich bis in die 1970er Jahre hinein produziert. Von 1953 bis 1961 wurden insgesamt 3000 Ikarus-Busse in die DDR eingeführt, der Export erfolgte ab 1961 in 30 Länder.
Bis Mitte der 1960er Jahre wurden für den Großstadtverkehr größere Busse benötigt. Die bisher verwendeten Dieselmotoren von Csepel waren für solche Großraumbusse zu schwach. Durch die von Rába mit der deutschen MAN geschlossenen Lizenzvereinbarung konnten ab 1965 leistungsstärkere Motoren in der neuen Baureihe 556 und beim ersten vollständig bei Ikarus hergestellten Gelenkbustyp 180 eingesetzt werden. Diese beiden Baureihen mit Unterflurmotor fanden mit den Typen 260 und 280 aus der 200er-Reihe sehr erfolgreiche Nachfolger, die in großen Stückzahlen in die damaligen Ostblockstaaten im Rahmen des RGW-Abkommens geliefert wurden.
Im Raum Hamburg waren von 1973 bis 1986 ebenfalls Ikarus-Linienbusse im Einsatz, hier allerdings in der nach den deutschen VÖV-Richtlinien gestalteten Standard-Linienbus-I-Version. Die Verkehrsbetriebe Hamburg-Holstein (VHH) erhielten von 1973 bis 1976 mehrere Serien des Unterflur-Heckmotor-Bustyps Ikarus 190 (insgesamt 154 Wagen) und setzten sie auf ihren Linien im Südosten Hamburgs im Bezirk Bergedorf und in Holstein, besonders in Neumünster und Norderstedt, ein. Auch hier kam ein Rába-MAN-Dieselmotor zur Anwendung. Später wurde dieser Typ auch nach Kuwait geliefert.
Die Busse der von den 1970er bis 1990er Jahren in über 200.000 Einheiten gefertigten Baureihe 200 werden unterteilt in:
- 211: 8½-Meter-Midibus mit Komponenten des Industrieverbands Fahrzeugbau (IFA) aus der DDR
- 240/242: 11-Meter-Solobus ähnlich des Ikarus 260, jedoch mit Unterflur-Heckmotor; 1969/70 präsentiert, keine Serienproduktion
- 250/255/256: Reisebusse in verschiedenen Ausführungen
- 259.00: Geländegängiger 10-m-Bus mit Hinterradantrieb[20]
- 259.50: Geländegängiger 10-m-Bus mit Allradantrieb[21]
- 260: 11-m-Solobus mit Unterflurmotor zwischen den Achsen für den Stadt- und Überlandverkehr
- 261: Rechtslenker-Variante des Typs 260
- 263: 12-Meter-Solobus mit Unterflurmotor für den Stadt- und Vorortverkehr
- 266: 11-Meter-Solobus für den Stadt- und Überlandverkehr von 1979 bis 1982
- 270: 12-Meter-Fernreisebus als Eineinhalbdecker.[22]
- 280: 16,5-Meter-Gelenkbus mit Unterflurmotor zwischen den vorderen Achsen für den Stadt- und Überlandverkehr
- 281: Rechtslenker-Variante des Typs 280
- 283/284: Schubgelenkbus mit Unterflur-Heckmotor im optischen Stil des 280
- 286: Exportmodell für die USA mit Endfertigung vor Ort[23]
- 293: 22,68 Meter langer Doppelgelenkbus, der 1988 in Budapest getestet wurde

Bei diesen Modellen gab es jeweils verschiedene Varianten, unterschiedliche Anzahlen und Typen der Türen sowie Oberleitungsbus-Versionen. Darüber hinaus gab es noch einzelne Prototypen und Modelle in sehr geringer Stückzahl sowie Aufbauten auf Fahrwerken anderer Hersteller.
Die Ikarus-Busse ermöglichten wegen der hohen Stückzahlen in den Verkehrsbetrieben einen nahezu typenreinen Fuhrpark und rationelle Instandhaltung. Besonders die Unterflur-Mittelmotor-Solobus-Typen 556/260 waren für ihre gute Beschleunigung bekannt. Ungünstig waren teilweise die schlechte Verfügbarkeit von Original-Ersatzteilen und vom Fahrzeugtank unabhängige Zusatzheizungen, deren Fassungsvermögen im Winter oft nicht für einen vollen Tageseinsatz ausreichte.

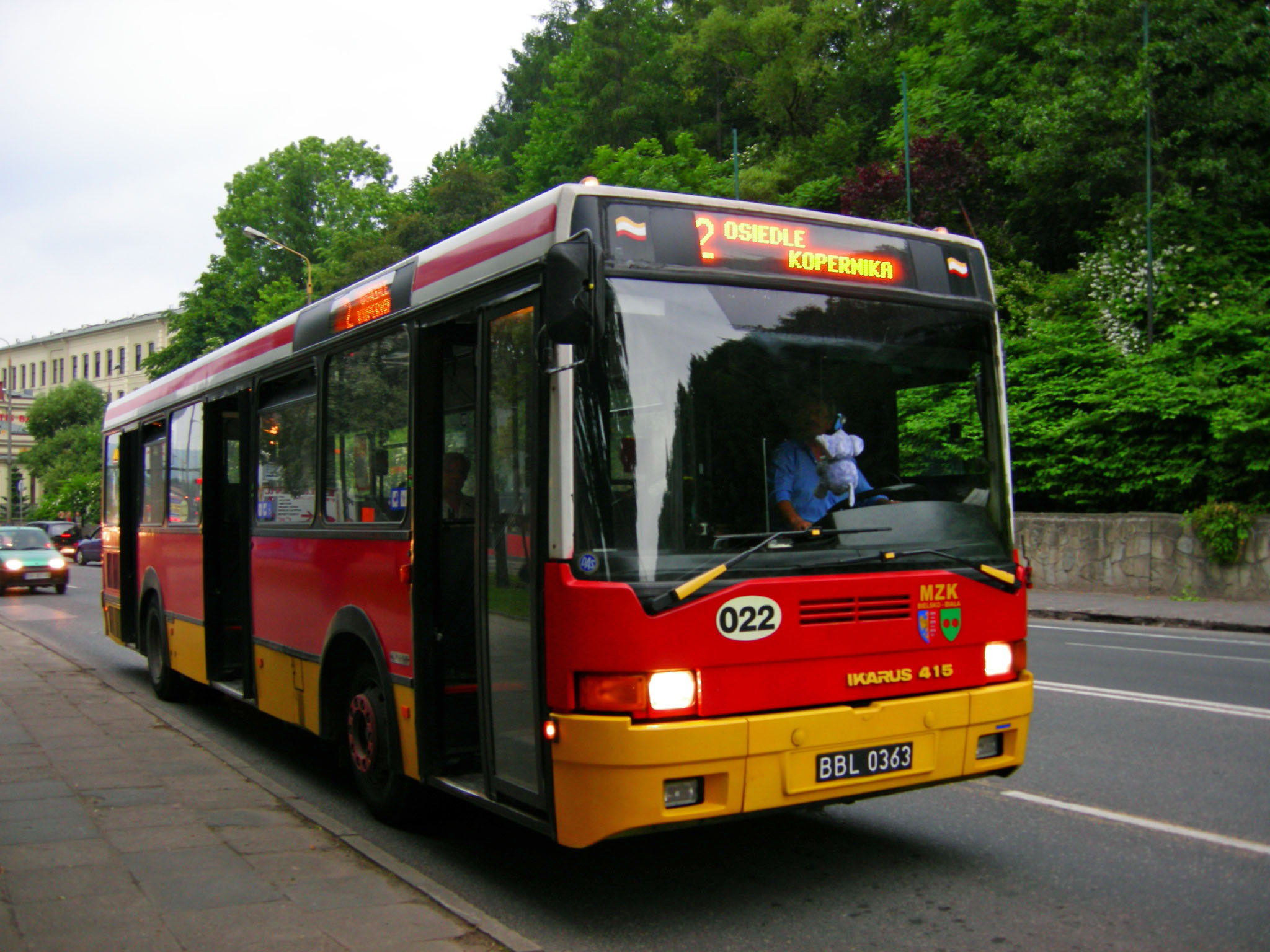
Ikarus 415 von 1993 in Bielsko-Biała in Polen (2007)

1991 gelangten in großer Stückzahl Ikarus-Stadtbusse der Typen 260 und 280 in die türkische Metropole Istanbul, wo sie teilweise mit umweltfreundlicherem Gasantrieb eingesetzt wurden.
In den 1980er Jahren wurden moderne Stadtlinienbusse mit Heckmotor und niedrigerer Fußbodenhöhe entwickelt: Ikarus 415 (11,4-Meter-Solobus, zunächst als 410 NE bezeichnet) und 435 (17,9-Meter-Gelenkbus). In den 1990er Jahren wurden auch bei Ikarus Niederflurbusse vorgestellt: Ikarus 412 (12-Meter-Solobus), 417 (Gelenkbus) und 405 (Midibus). 1994 wurde versucht, in Wuppertal mit solchen Bussen auch in Deutschland wieder Fuß zu fassen. So wurden ab 1995 in Wuppertal Ikarus 405 (Midibus) und 417 (Gelenkbus) eingesetzt, die damals durch ihre besondere „durchgängige Heizung“ punkteten. Ein weiterer Ikarus 417 wurde ab 1996 bei der Potsdamer Havelbus Verkehrsgesellschaft eingesetzt. Es gelang jedoch nicht, weitere Busse in Deutschland abzusetzen. Sowohl bei Havelbus als auch bei den Wuppertaler Stadtwerken schieden die Ikarus-Niederflurbusse 2005 wieder aus dem Dienst aus.
Ikarus produzierte in geringerem Umfang auch andere Nutzfahrzeuge, beispielsweise das Löschfahrzeug Ikarus 526.00. Fahrgestell und Antrieb basierten auf Erzeugnissen von Csepel.

## Kooperationen mit anderen Herstellern

### Straßenfahrzeuge
In den 1980er Jahren wurden Teilesätze der Ikarus-Typen 256, 260 und 280 sowie Busse der Typen 256 und 280 nach Kuba geliefert. Sie wurden dort vom Hersteller Giron montiert.
Weitere Produkte von Kooperationen waren:
- 194-Karosserie im VÖV-Standardbus-I-Stil auf Volvo-B10M-Bodengruppe
- 196-Kooperationsmodelle mit Volvo- oder Scania-Teilen (Gelenkbus)
- 211 auf Basis des IFA W50
- 212 / MAN CR 160[25]
- 259.10 auf Steyr-Chassis 1991 in 100 Stück für Uganda
- 259.10 auf Ford-R-1011-Chassis als Prototyp für Nigeria[26]
- 259.62 auf Scania-Fahrgestell
- 259.x auf Chassis von Renault für Afrika
- 260.22 durch Steyr-Hellas für Athen (nur letzte Serie 1984)
- 271 auf Iveco-Chassis für Libyen
- 272-Prototyp mit MAN-Fahrwerk
- 259.80 auf MB-OF1317/5170-Chassis für die griechische Armee durch Steyr-Hellas in Thessaloniki
- 283.20 nur Fahrgestell, Aufbau in Tunesien durch STIA
- 286/Orion III: 18,3-Meter-Gelenkbus mit 2,6 Meter Breite für den nordamerikanischen Markt, die erst bei Crown Coach Corp. (USA) oder Orion Bus Industries (Kanada) mit Teilen aus nationaler Fertigung komplettiert wurden, um bei der Anschaffung Zuschüsse zu erhalten[27]
- 404: Tiefkühl-Kasten-Lkw zum Transport von Lebensmitteln[28]
- 521: 6½-Meter-Midibus auf VW LT 55
- 542/545: Midibus auf Mercedes-Benz 814 D
- 553 in Kooperation mit Avia, 6,5-m-Bus auf Basis des Avia A 15/A 30,[29] der wiederum ein Lizenzbau der Renault Super Goélette SG2 war. Abgeleitet vom Typ 553 wurde eine für den Transport von Kindern und Babys optimierte Variante 553.13 ab 1979 produziert, sowie ein Midi-Bus 543 Midi mit anderer Karosserie präsentiert.[30]
- Ikarus 657–664. 662 als „Tourbus“ in verschiedenen Varianten mit Teilen (u. a. Fahrwerk) der Unternehmen Scania oder Volvo (beschriftet als Ikarus-Scania, Ikarus-Volvo sowie Scania oder Volvo)
- Ikarus 659 als Saurer: 5 SH4 F-OLI bzw. später für Steyr als Steyr-Ikarus SIR 11 (12) H210[31]
- Ikarus 662.65/MAN SR 240[32]
- Ikarus 663 für Steyr als Steyr-Ikarus SIR/SIL 7H 132[33]
- Ikarus 664 auf Scania-Fahrwerk

### Schienenfahrzeuge

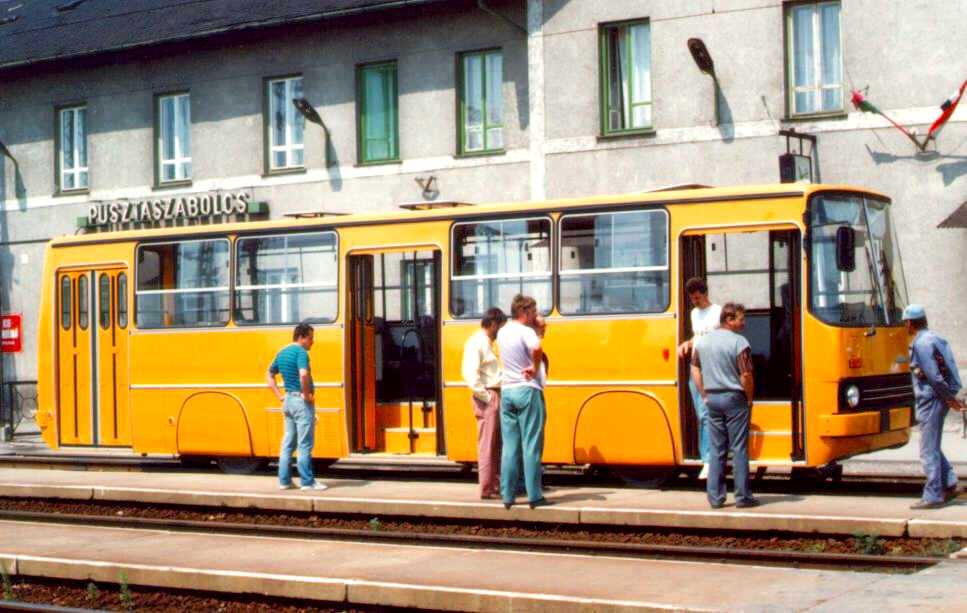
Für den Bahnbetrieb umgebauter Ikarus 260 während der Probefahrten im Bahnhof Pusztaszabolcs

1983 sowie 1988 fertigte Ikarus in Zusammenarbeit mit dem ungarischen Schienenfahrzeughersteller Ganz-MÁVAG zwei Prototypen von zweiteiligen Dieseltriebzügen an, die hauptsächlich auf den Omnibusmodellen der 200er-Serie basierten. Diese wurden von der ungarischen Staatsbahn MÁV als Bzmot 601 und Bzmot 602 bezeichnet.
Zwischen 1988 und 1989 wurden dann fünf drei- und fünf fünfteilige Einheiten für die malaysische Staatsbahn KTMB produziert und ebenso wie die beiden Prototypen nach Malaysia geliefert. Die Motorwagen der Prototypen wurden dabei bei Ikarus als Ikarus 725.00, die der Serienfahrzeuge als Ikarus 725.01 geführt, die Mittelwagen ohne Antrieb wurden als Ikarus 722.01 und die angetriebenen Mittelwagen des Fünfteilers als Ikarus 723.01 bezeichnet.
1994 wurde in Kooperation mit den Ungarischen Staatsbahnen versuchsweise ein Ikarus 260 auf Eisenbahnräder umgebaut, um ihn für den Einsatz auf Nebenbahnen zu testen. Nach erfolglosen Probefahrten wurde das Fahrzeug wieder für den Einsatz im Stadtverkehr zurückgebaut.

## Verbleib der Busse in Deutschland

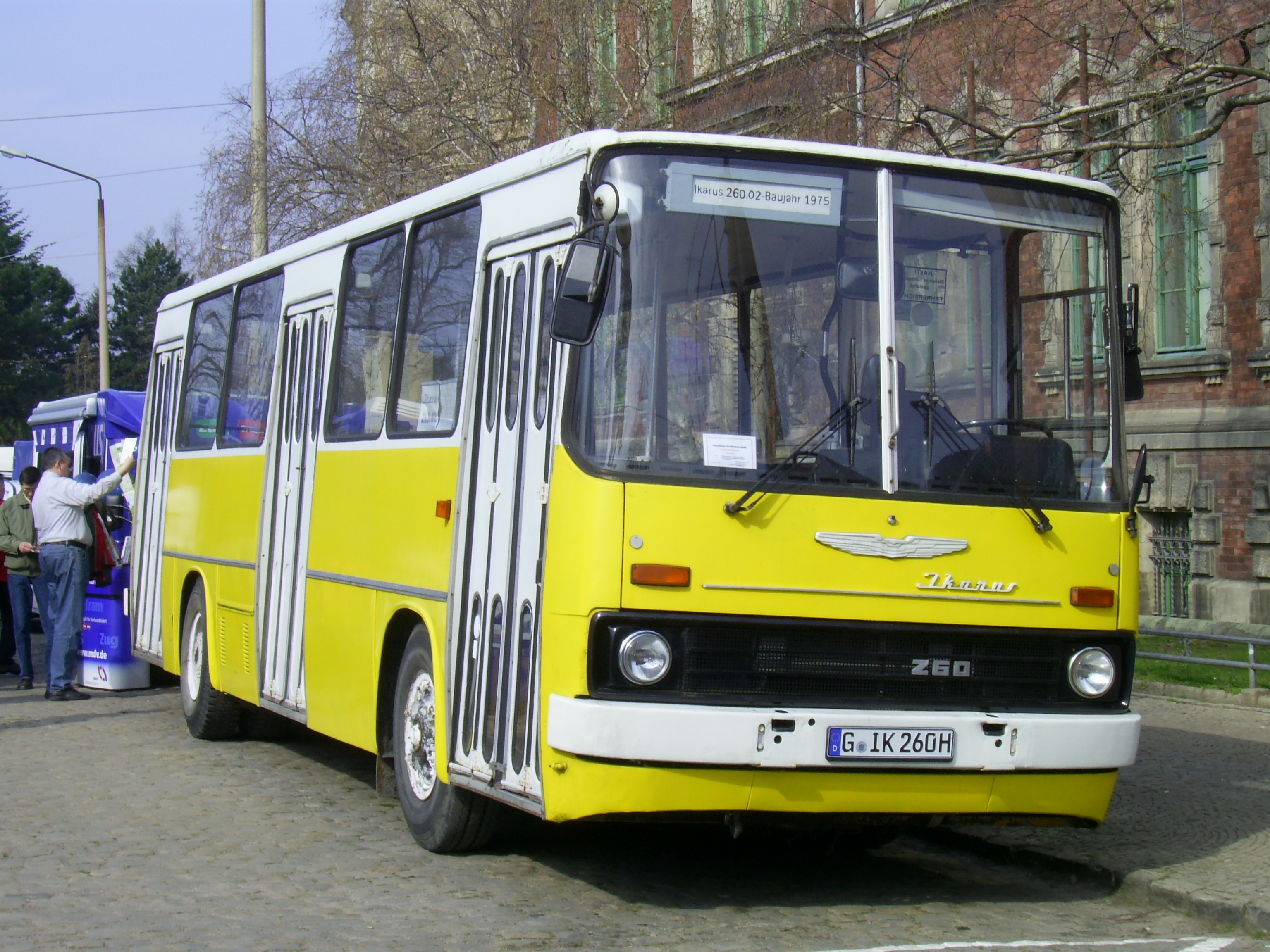
Ikarus 260 Baujahr 1975 aus Gera

Der letzte noch im Linienverkehr eingesetzte Ikarus war ein Ikarus 280.03 der KVG in Zittau, der am 31. August 2010 seine letzte Einsatzfahrt absolvierte. Die Fahrzeuge der Baureihen 55 (Reise- und Überlandbus) und 66 (Stadt- und Linienbus) erlebt man heutzutage hauptsächlich bei Traditionstreffen. Exemplare der Frontmotor-Typen 601 und 31/311 sind dagegen fast völlig verschwunden.
Von den acht Ikarus 250, die dem Zentralkomitee der SED im Zeitraum von 1984 bis 1989 vor allem für Jagdausflüge und Transferfahrten zur Verfügung standen, ist das Fahrzeug mit dem Kennzeichen ABI-ZK 89 noch bei der Vetter Touristik in Zörbig (Ortsteil Salzfurtkapelle) für Sonderfahrten im Einsatz. Der Bus, der anlässlich der 35-Jahr-Feier der DDR für Erich Mielke angefertigt wurde, zeichnet sich durch die Sonderausstattung mit 16 bequemen Drehsesseln aus. In dem für Erich Honecker reservierten Sessel ist ein Thermometer integriert. Die Fahrt wurde mittels Außenkamera auf Videogeräten wiedergegeben.

## Galerie

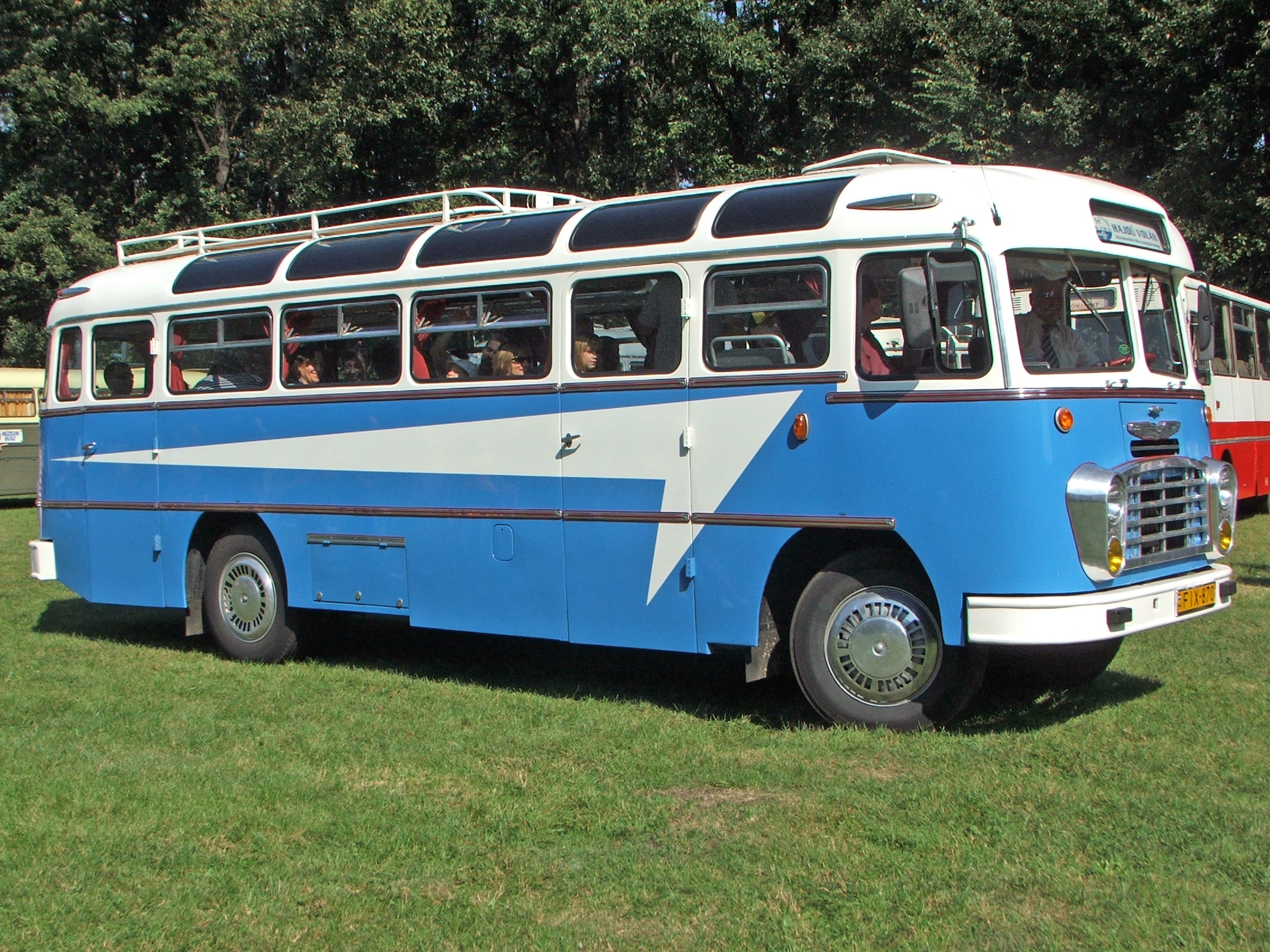
Ikarus 311 mit selbsttragendem Aufbau
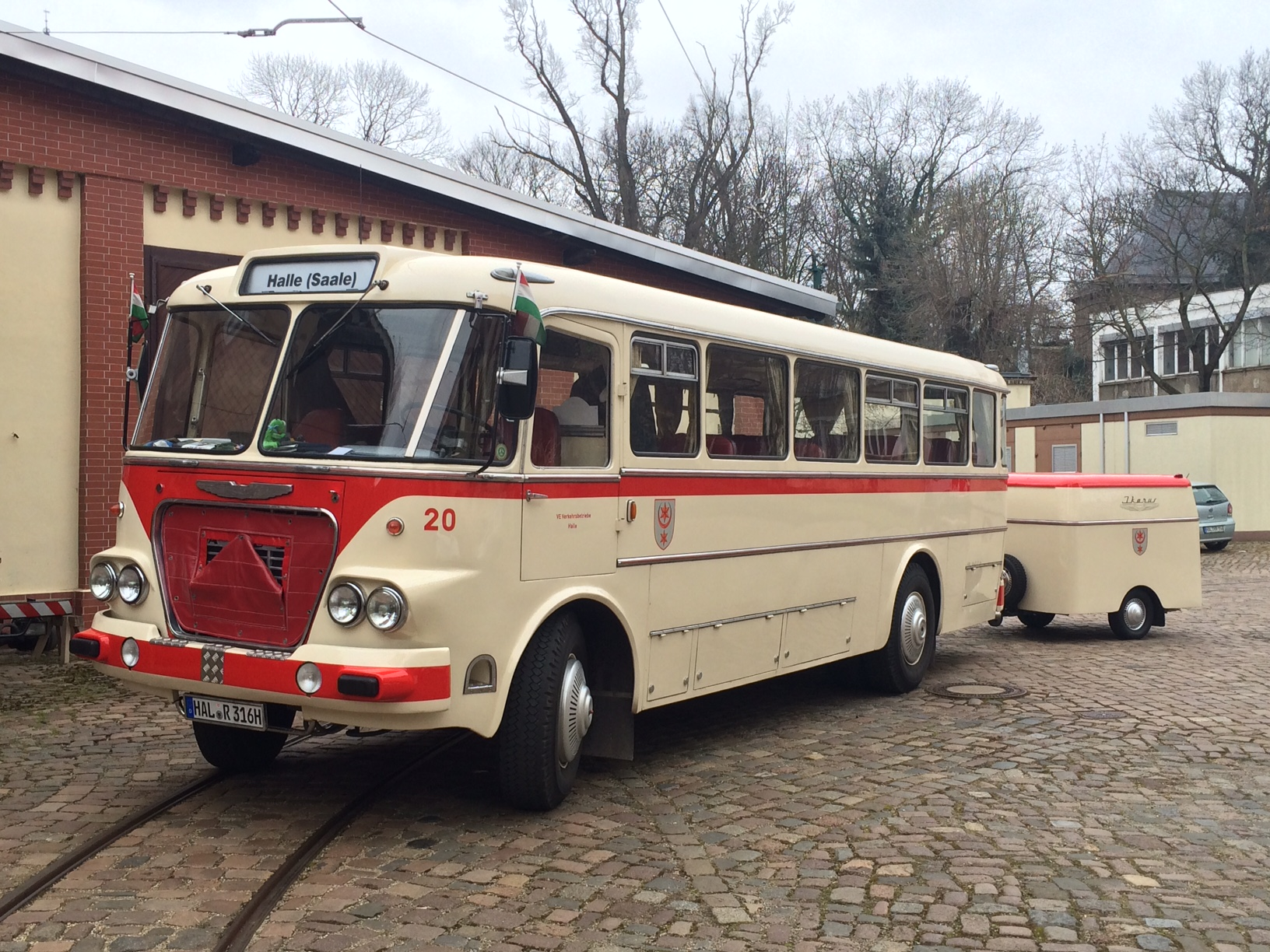
Ikarus 630 (Fahrgestell mit Aufbau)
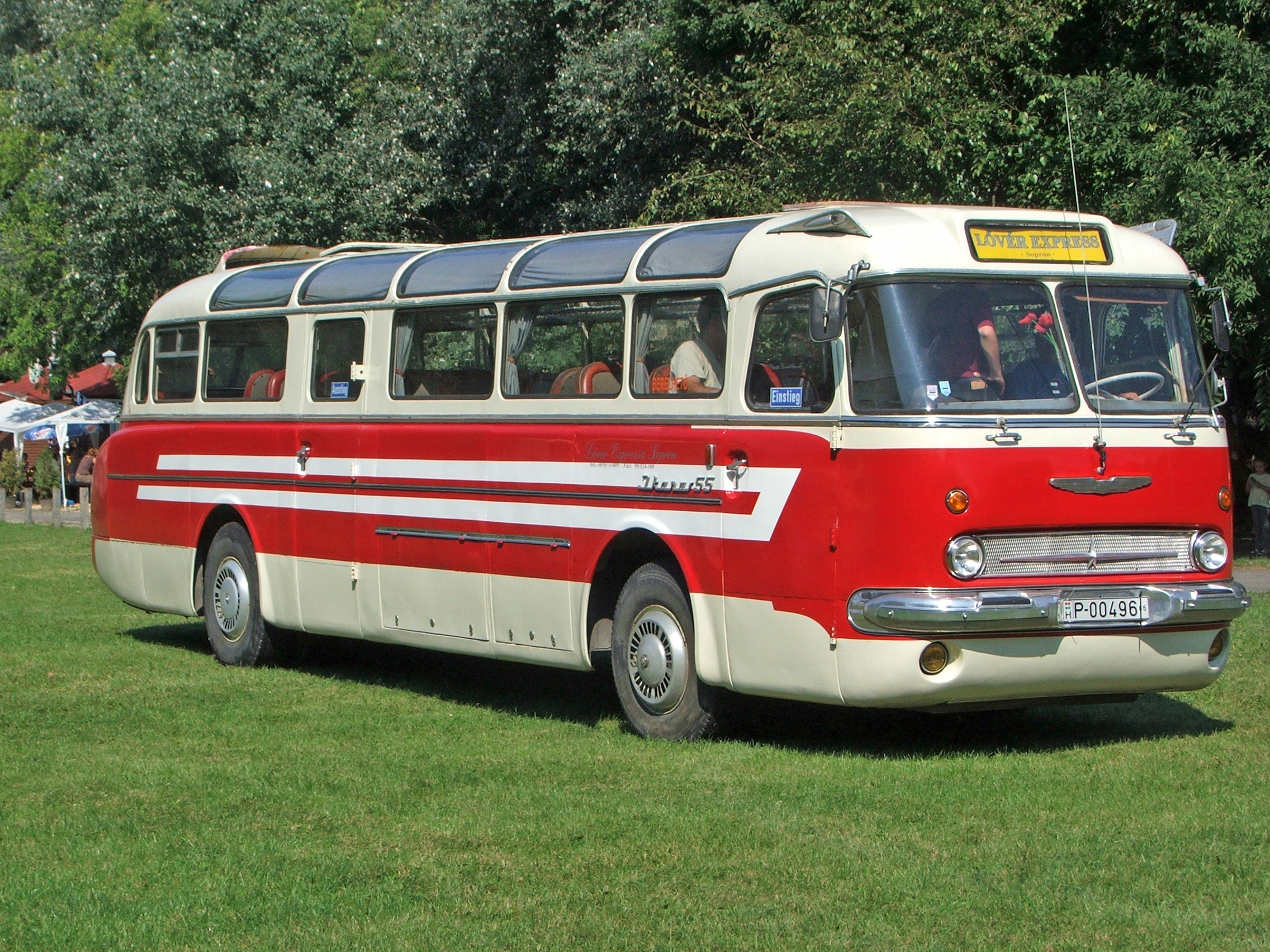
Heckmotor-Typ Ikarus 55
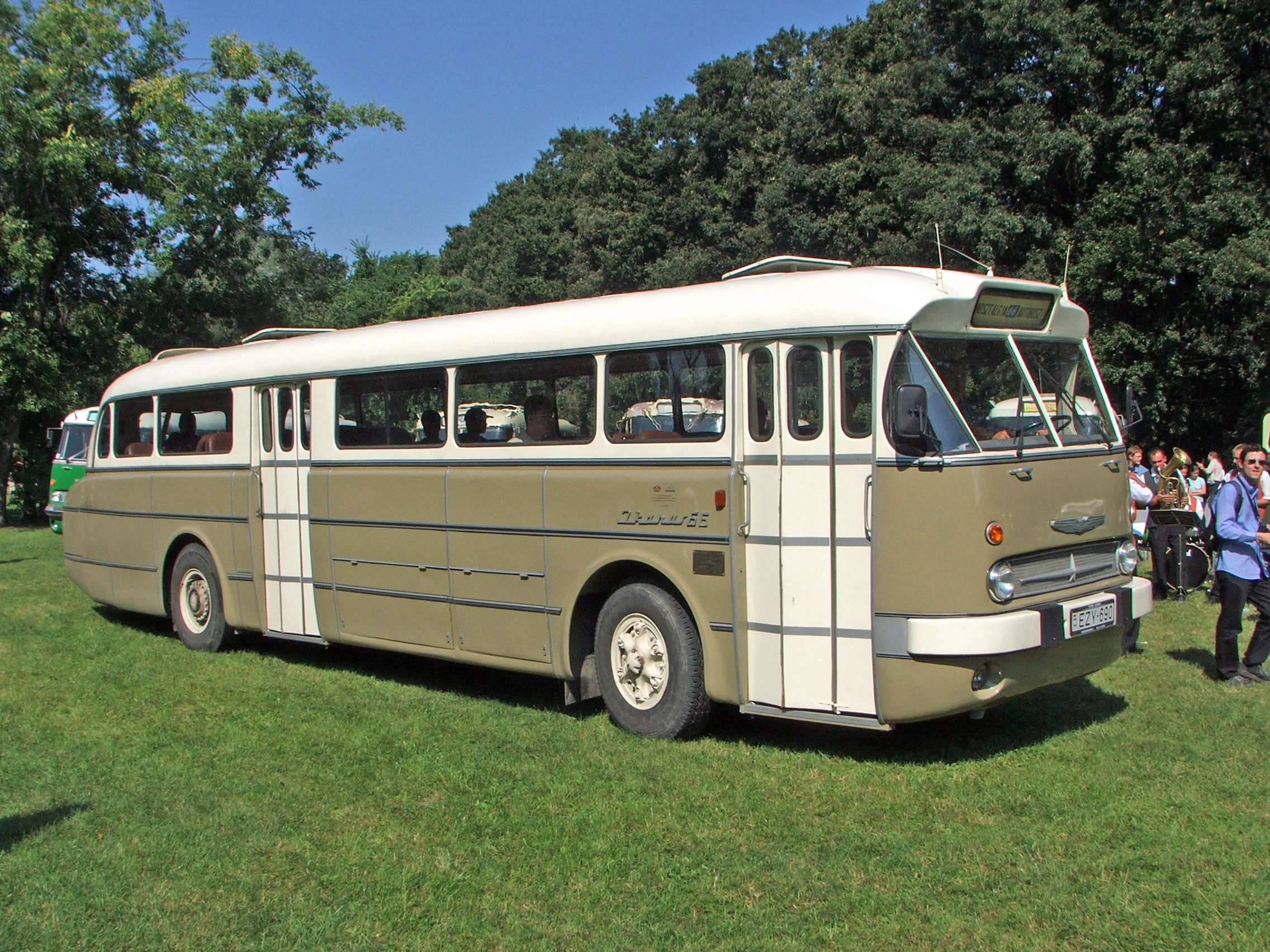
Ikarus 66 als Überlandbus
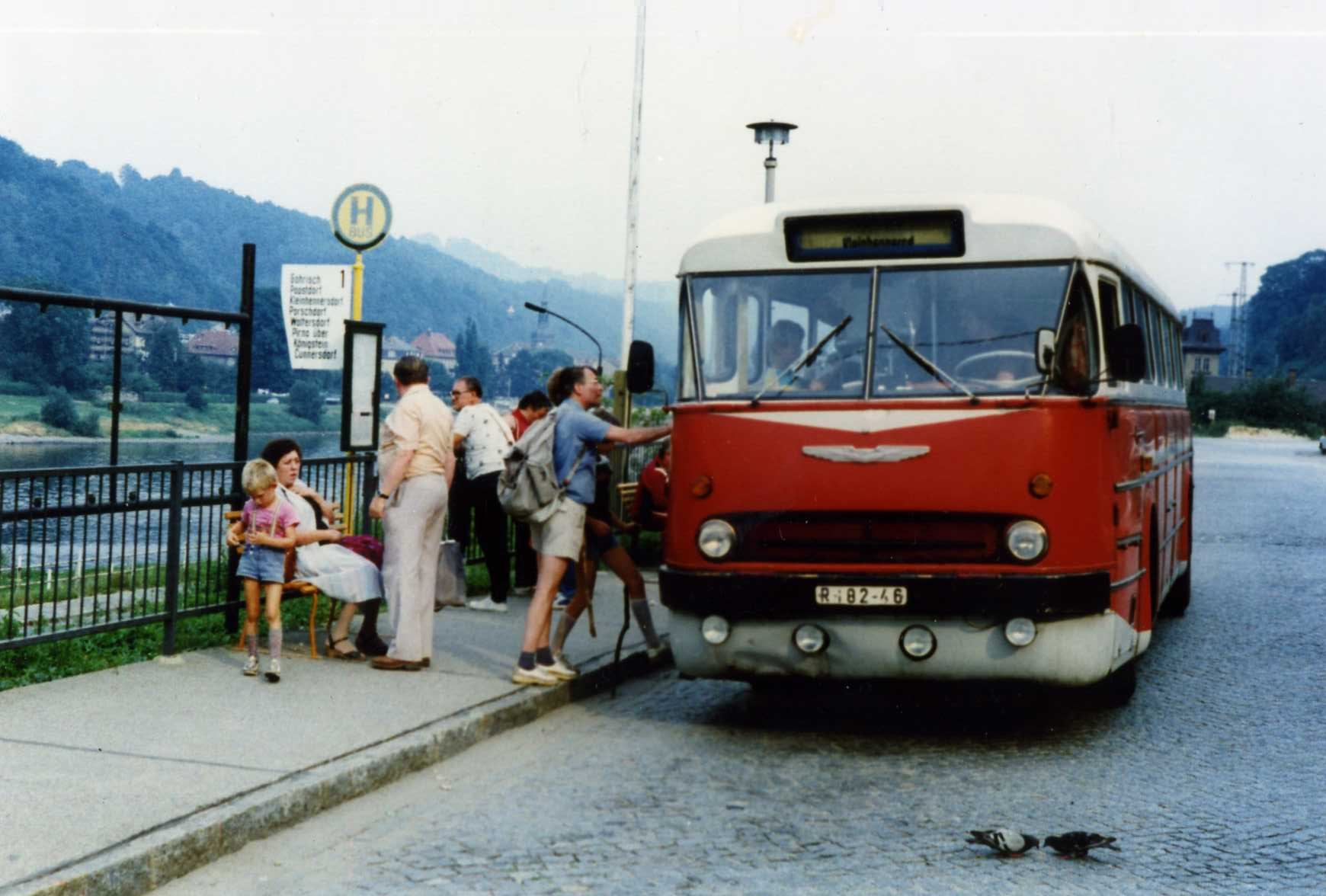
Ikarus 66 in Bad Schandau (1988)
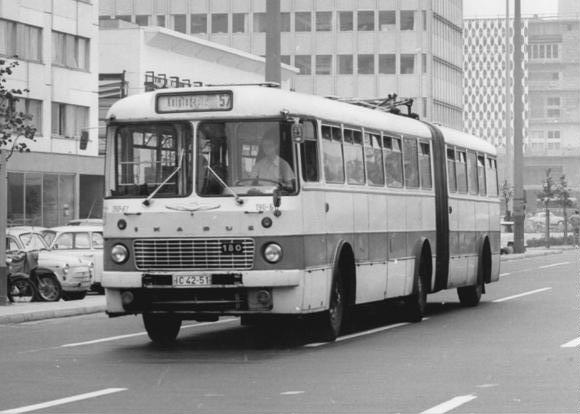
Gelenkbus Ikarus 180 im Jahr 1970 in Ost-Berlin
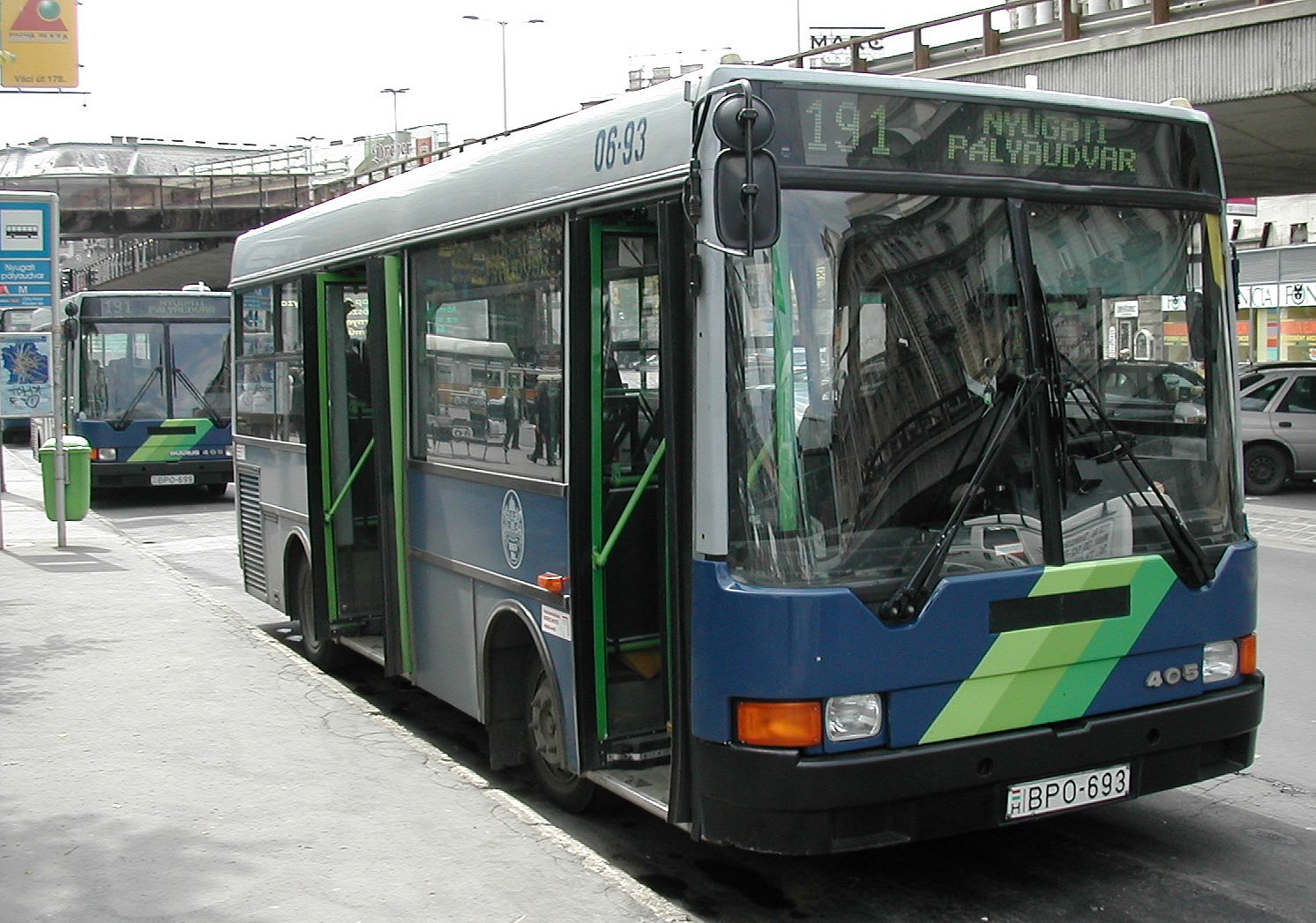
Midibus Ikarus 405 (Budapest)
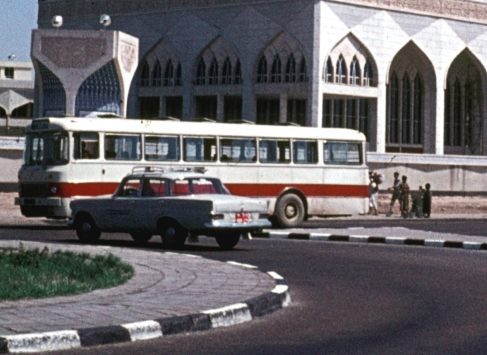
Ikarus 556 in Bagdad (1973)

200er-Reihe

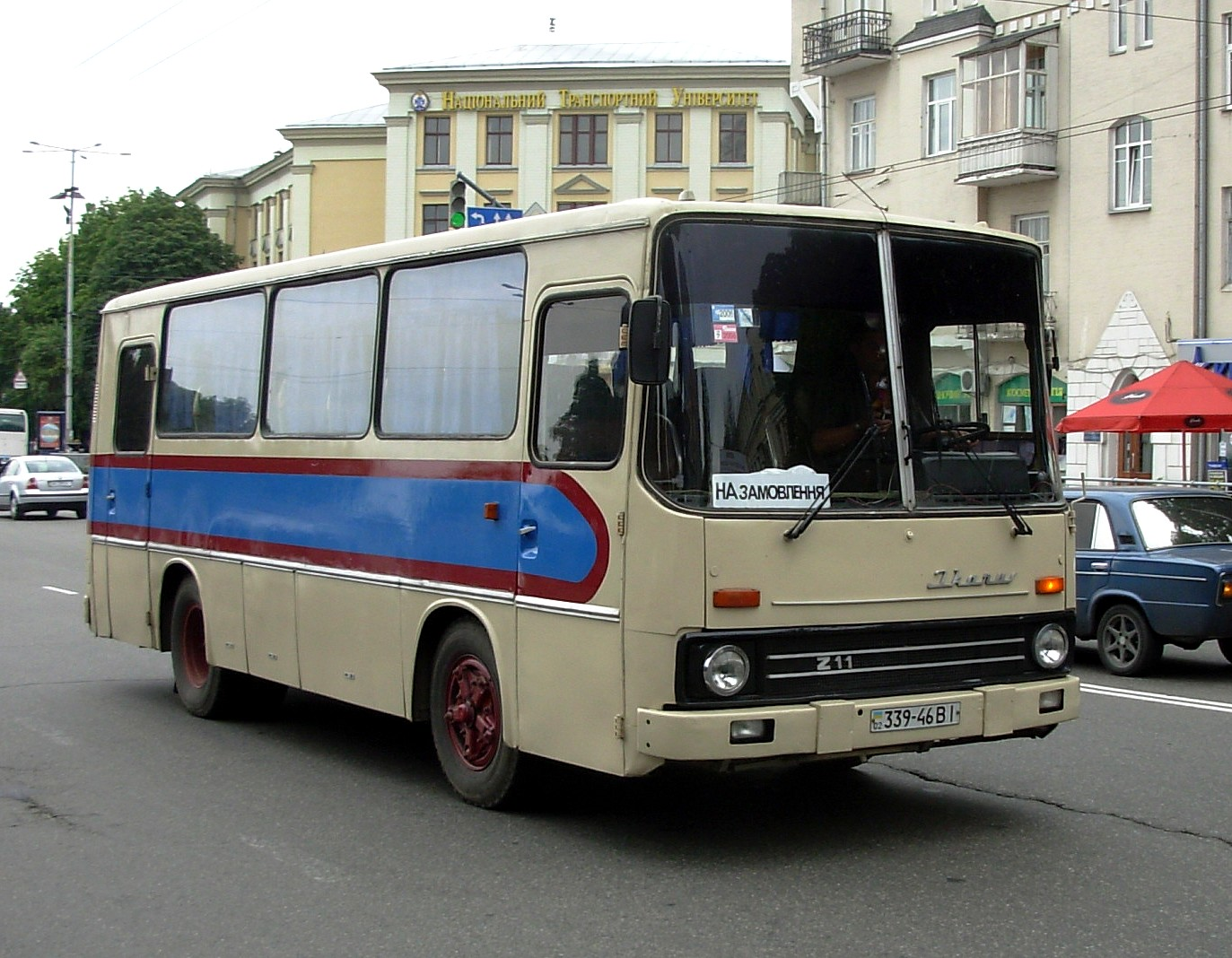
Ikarus 211 aus der Ukraine
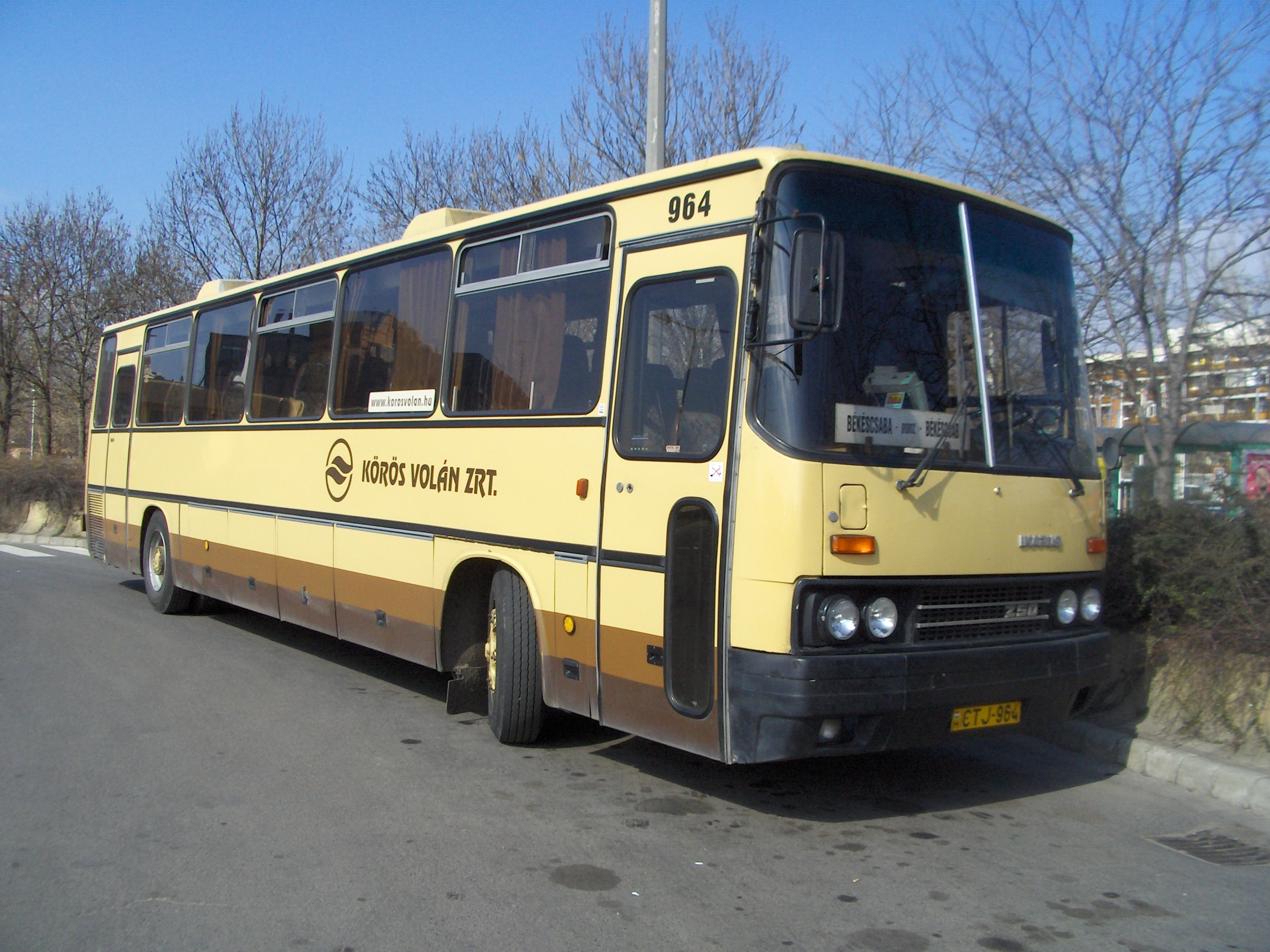
Ungarischer Ikarus 250
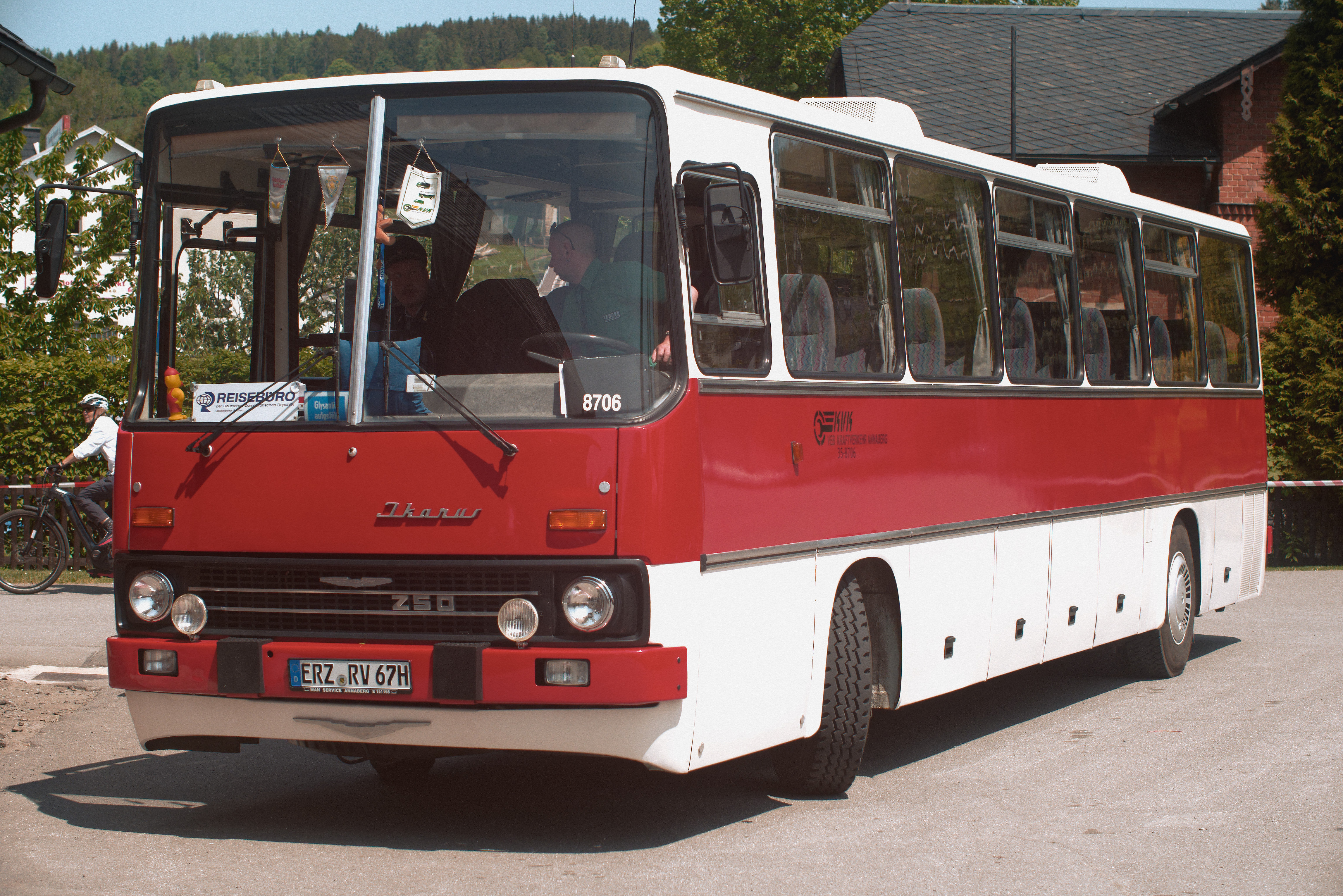
Ikarus 250.67 des Regionalverkehr Erzgebirge
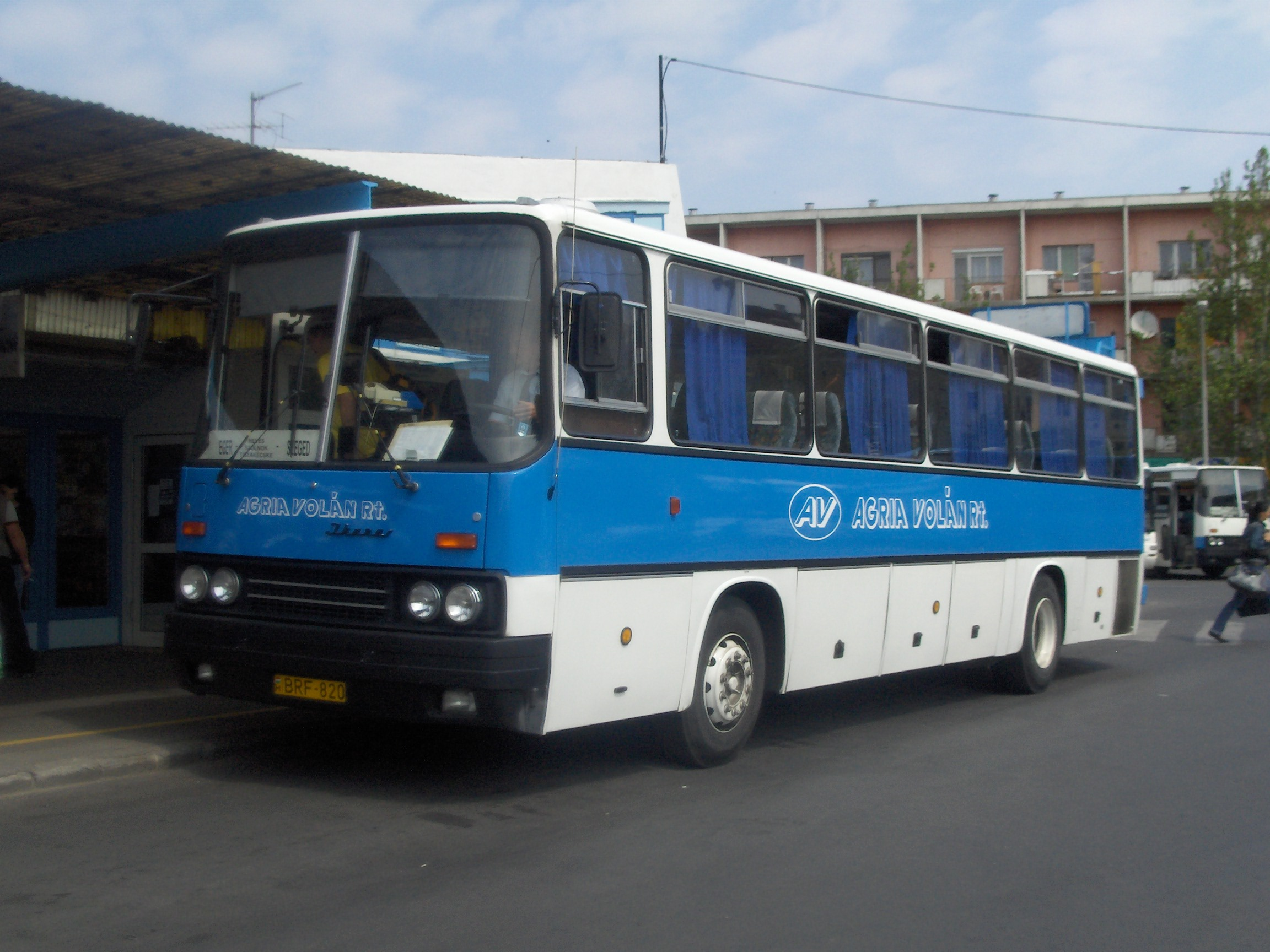
Ungarischer Ikarus 256
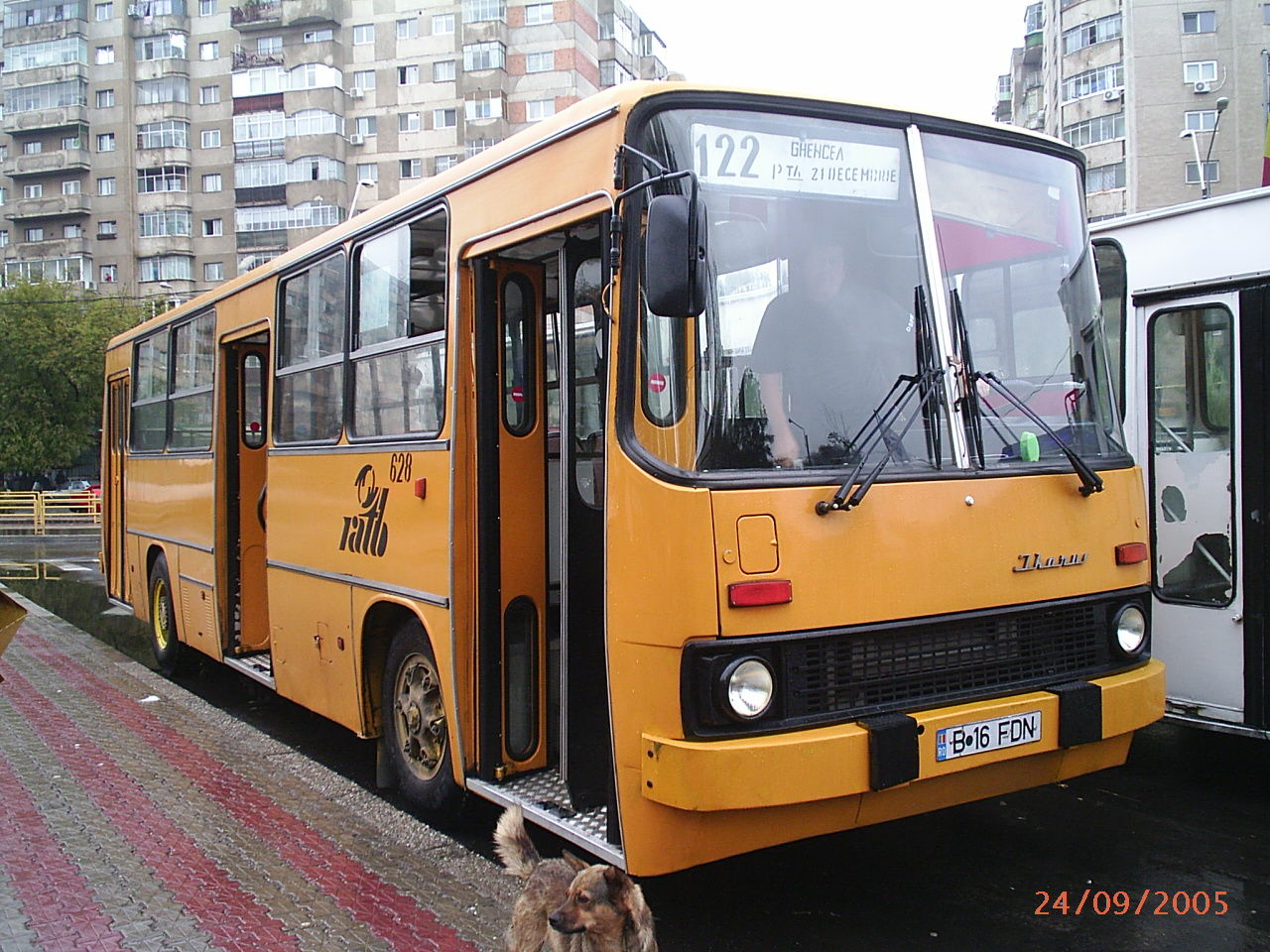
Rumänischer Ikarus 260
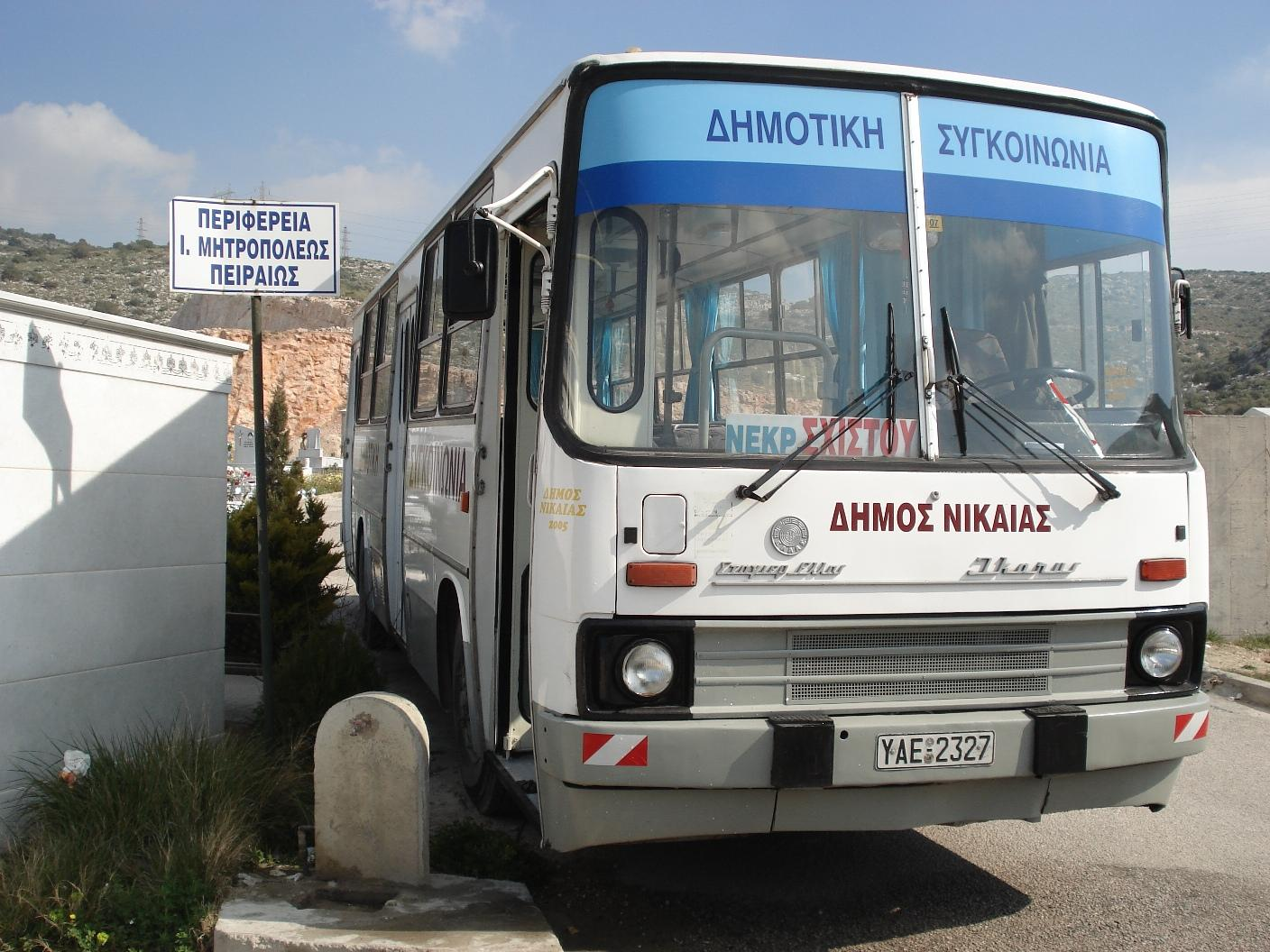
Griechischer Ikarus, noch 2007 im Einsatz als Zubringer für Pendler im Berufsverkehr
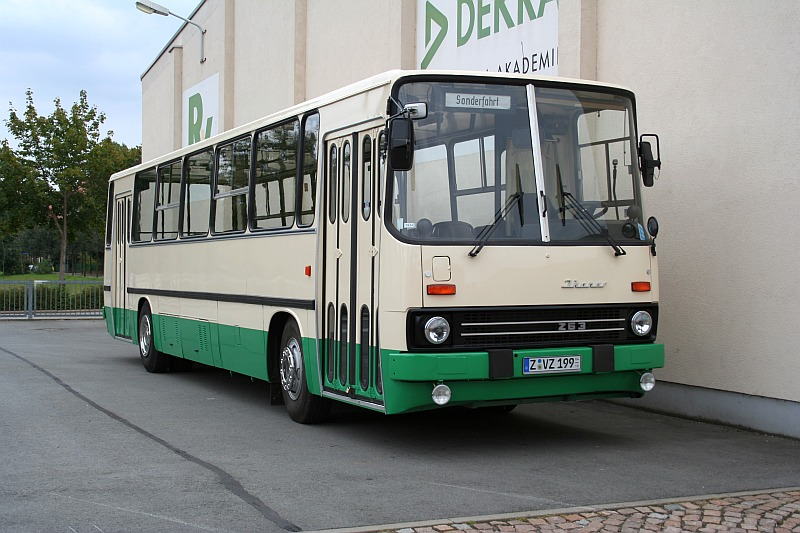
Ikarus 263 des Regionalverkehrs Westsachsen
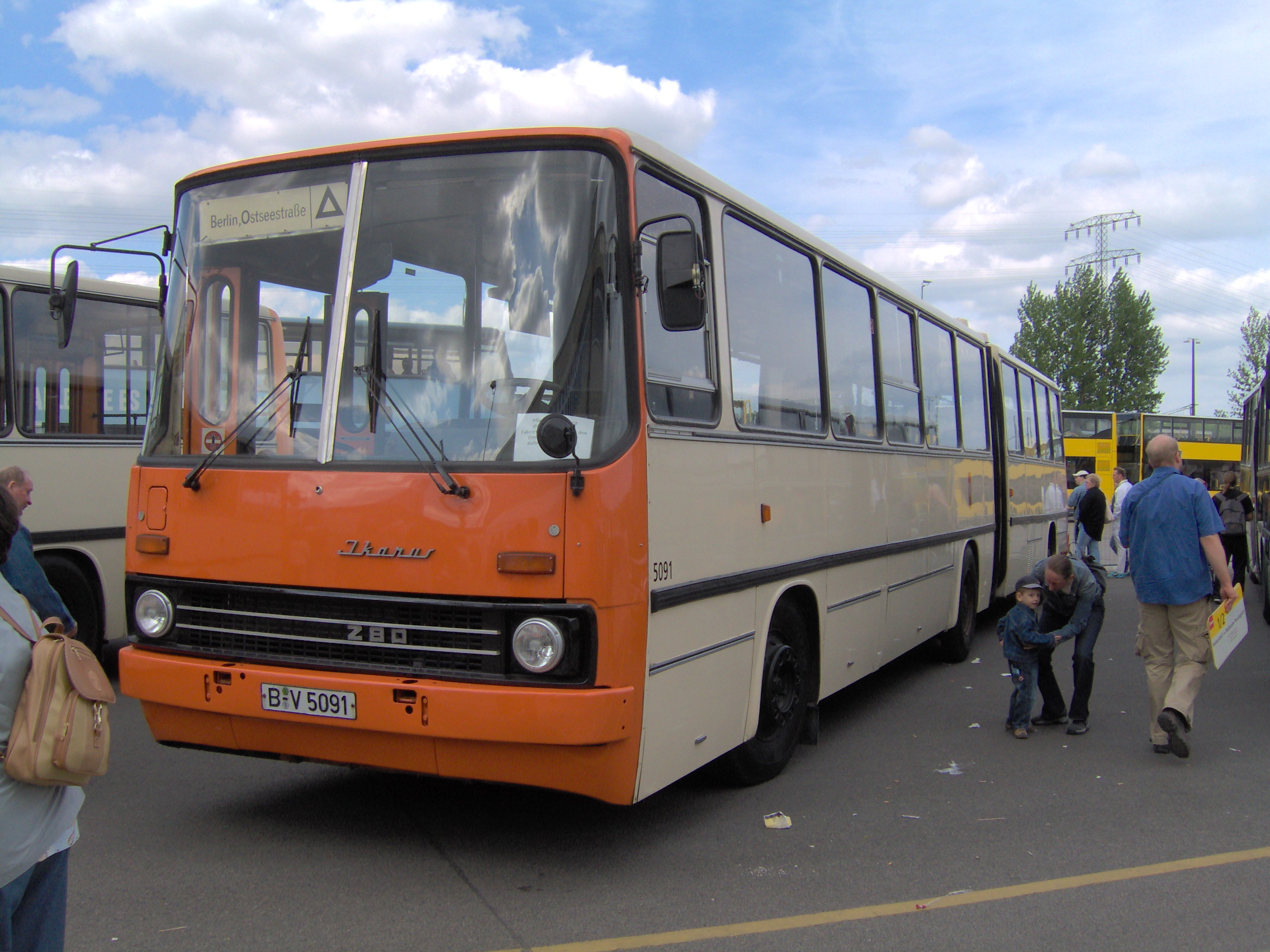
Ikarus-Gelenkbus Typ 280.03 der Berliner Verkehrsbetriebe
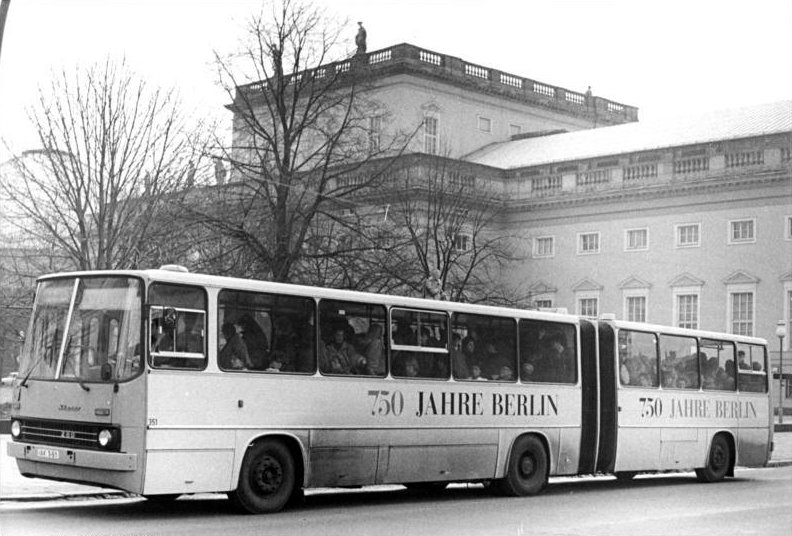
Ikarus 280 in Berlin-Lackierung des VEB Berliner Verkehrsbetriebe (BVB)
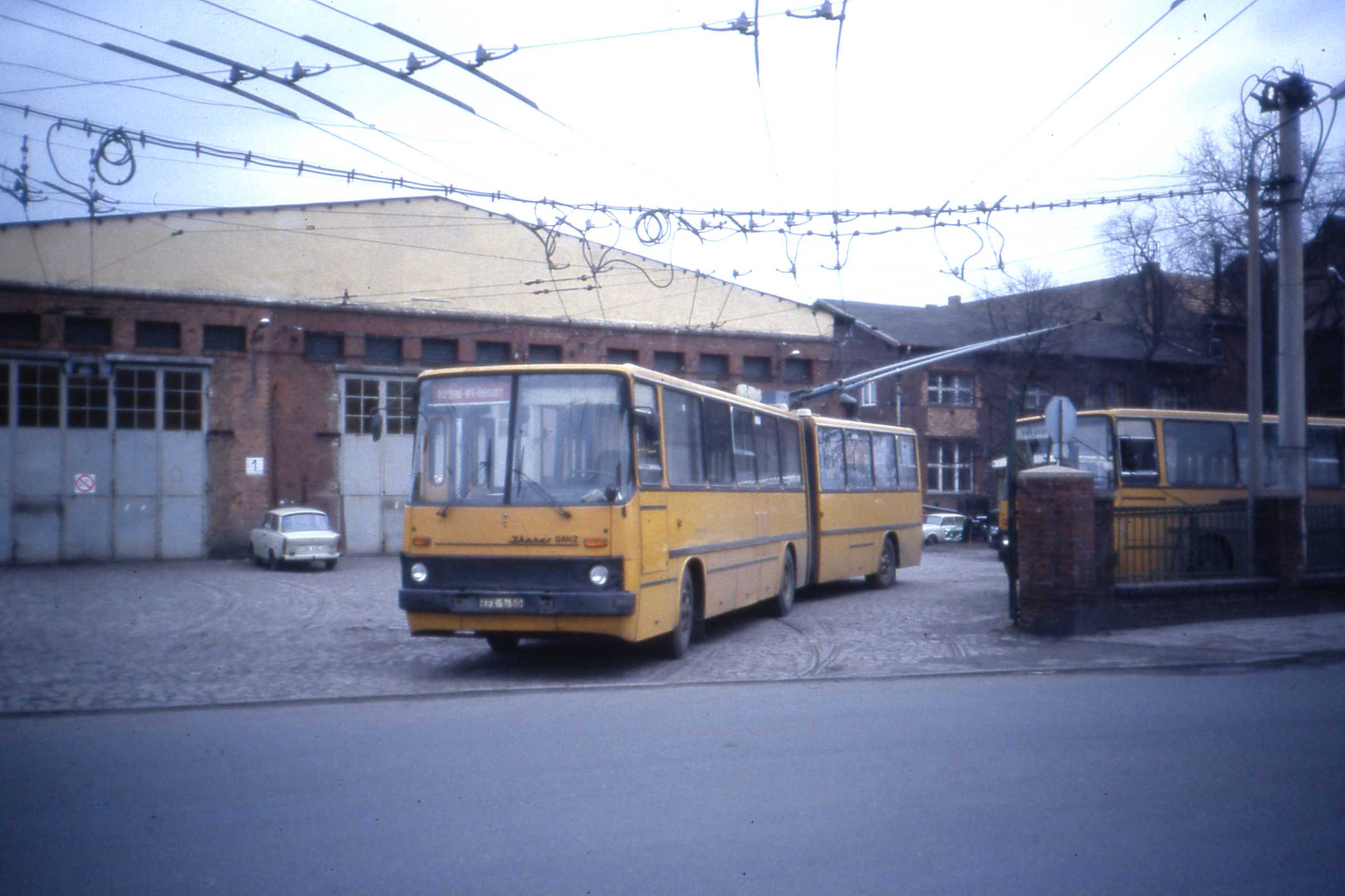
Ikarus 280T vom Oberleitungsbus Eberswalde
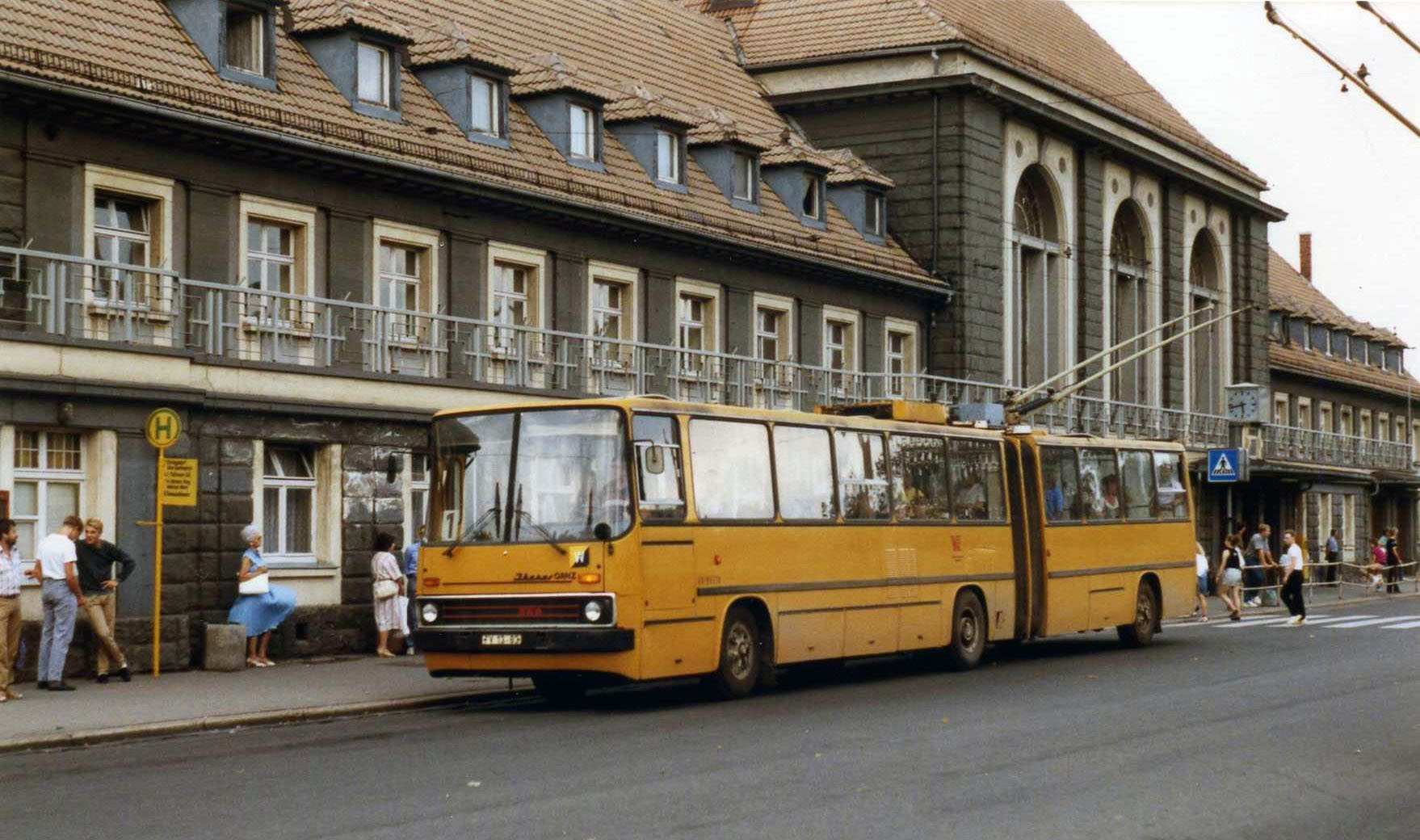
Ikarus 280T beim Oberleitungsbus Weimar

## Pkw-Prototyp
Unter Leitung von Gábor Széles begann die Entwicklung eines Pkw. 1998 war der Prototyp fertig. Der Scolo bzw. Scolo-1 genannte Wagen war ein Minivan. Ein Motor von der Hyundai Motor Company mit 1,3 Liter Hubraum trieb das Fahrzeug an. Eine Serienfertigung fand nicht statt.